# Gobierno de Dina Boluarte
El gobierno de Dina Boluarte en el Perú inició el 7 de diciembre de 2022 —tras su juramentación como jefa de Estado—, cargo al que accedió por sucesión constitucional tras la vacancia presidencial de Pedro Castillo declarada por el Congreso de la República a consecuencia de un intento de autogolpe de Estado.
Desde marzo de 2023, según la RM 061-2023-PCM, el eslogan de gobierno es «Con Punche Perú». Anteriormente el eslogan usado fue «Juntos por un Perú en paz». El gobierno, de tendencia conservadora y que contó con la mayor impopularidad desde 1980, ha enfrentado manifestaciones de descontento y alegaciones de represión policial hacia los manifestantes por parte de organismos de derechos humanos.

## Toma de mando
El 7 de diciembre de 2022, cuando Pedro Castillo intentó disolver el Congreso de la República durante el tercer proceso de vacancia presidencial en su contra, Dina Boluarte condenó el intento como una «ruptura del orden constitucional» y asumió la presidencia después del derrocamiento e intento de fuga de Castillo. Boluarte se convirtió así en la primera mujer de la historia republicana en asumir el cargo.
En su primer discurso ante el Congreso denunció al presidente Castillo y declaró su voluntad de formar un gobierno de unidad nacional para resolver la crisis política.

### Reconocimiento internacional
Los líderes extranjeros se han mezclado en su reconocimiento de Boluarte. Miembros del Foro de São Paulo como Luiz Inácio Lula da Silva de Brasil y Gabriel Boric de Chile reconocieron a Boluarte. Estados Unidos ha reconocido a Boluarte como presidente. España también apoyó, abogando por el regreso al «orden constitucional».
Líderes como Andrés Manuel López Obrador de México, Gustavo Petro de Colombia, Alberto Fernández de Argentina y Luis Arce de Bolivia denunciaron al gobierno de Boluarte como un golpe de derecha, apoyando las afirmaciones de Pedro Castillo de que es el presidente legítimo bajo un «gobierno de excepción».
El presidente de México, llamó a Boluarte «Presidenta espuria»; ambos países redujeron sus relaciones diplomáticas a «encargados de negocios».

## Aspecto político

### Primeras negociaciones

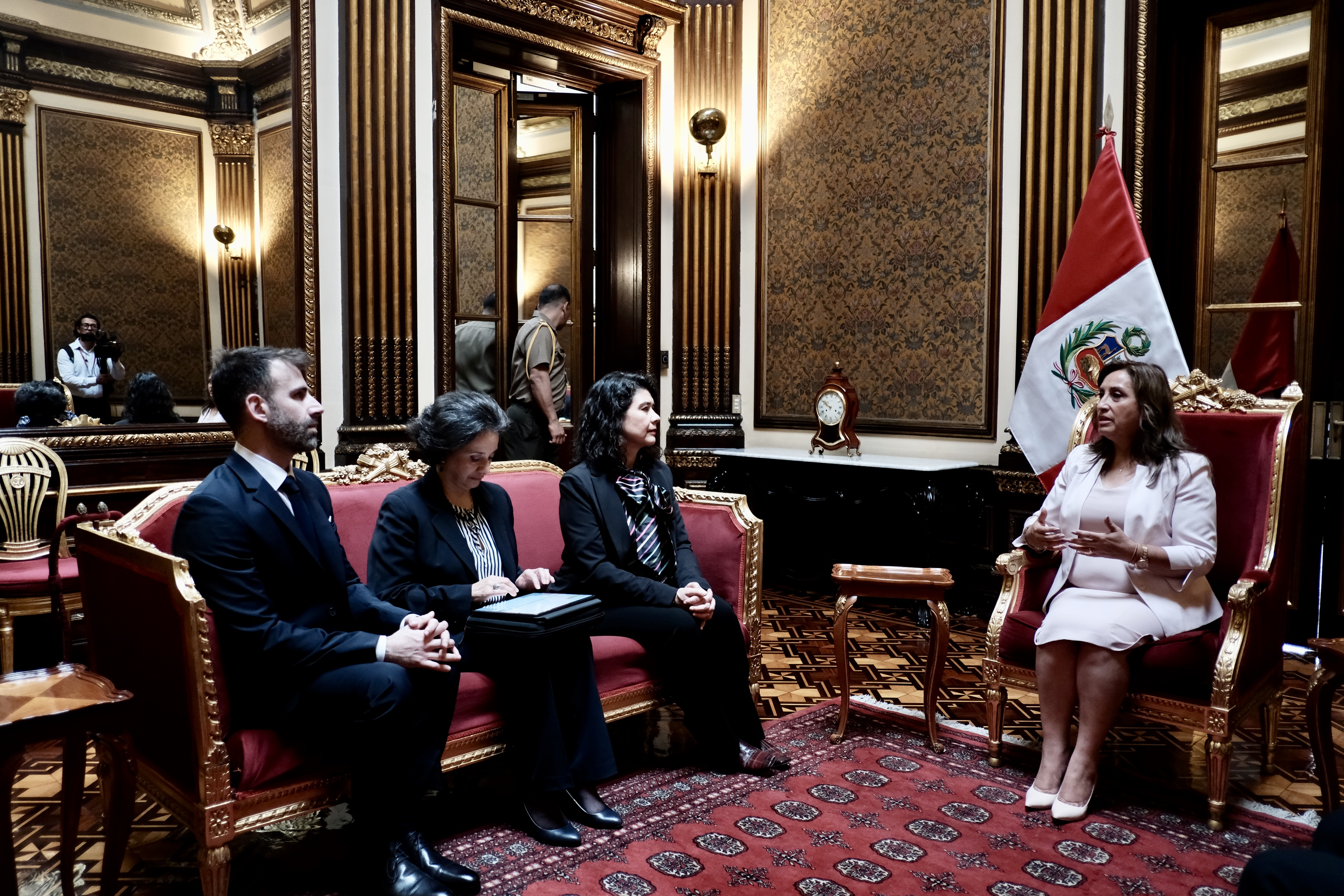
Representantes de la CIDH reunidos con la presidenta Dina Boluarte durante las protestas sociales de 2022.

A partir del 8 de diciembre de 2022, la presidenta Dina Boluarte anunció que se reuniría con todos los grupos parlamentarios, siendo ella misma una presidenta sin rótulo, y por tanto sin ningún partido o grupo que la apoye de forma continua en el Congreso.
Sin embargo, se reunió con la mayoría de los grupos parlamentarios de centro y derecha, en particular Fuerza Popular, Avanza País, Renovación Popular, Acción Popular, Integridad y Desarrollo y el grupo de izquierda de Juntos por el Perú.
Según diputados de Perú Libre, la presidenta Boluarte le ofreció a su ex partido un lugar en el gobierno, a lo que los parlamentarios se negaron. Pocas horas después, el líder del partido Vladimir Cerrón confirmó que el partido se negó a ingresar al gobierno y rechazó la convocatoria del grupo por parte del presidente.
Todos los grupos parlamentarios, y en especial el centro y la derecha, anunciaron que no se incorporarían al gobierno, prefiriendo todos un gobierno técnico de unidad nacional, y especialmente la izquierda, exigiendo la convocatoria de unas elecciones generales.

### Propuesta de adelanto electoral
El 12 de diciembre de 2022, minutos después de la medianoche, la presidenta Boluarte propuso adelantar las próximas elecciones a abril de 2024 y luego, ante las crecientes protestas, a diciembre de 2023. Posteriormente, el 16 de diciembre, el Congreso se negó a adelantar las elecciones. Sin embargo, el Parlamento reconsideró la propuesta el 20 de diciembre y permitió elecciones anticipadas.
A pesar de que con el tiempo la iniciativa no se materializó, la propia presidenta cerró el debate sobre el adelanto electoral y confirmó su compromiso de concluir su mandato en 2026.

### Conversaciones con políticos
El 15 de febrero de 2023, la presidenta Boluarte se reunió con la lideresa de Fuerza Popular, Keiko Fujimori, en Palacio de Gobierno. Según lo comunicado, en aquella reunión se conversó sobre posibles soluciones al conflicto social actual. A su salida, Keiko criticó al presidente de Colombia, Gustavo Petro por sus opiniones sobre el conflicto actual en el Perú. También se reunió con César Acuña, representantes de Somos Perú, Acción Popular, entre otros.

### Postura acerca de las protestas
El gobierno de Boluarte criticó a los actos de los manifestantes, acusándolos de promover la anarquía y el «quiebre» del Estado de derecho, además de denunciar un supuesto financiamiento del extranjero, e intenciones separatistas de ciertos grupos. La responsabilidad de las muertes fue incluso atribuida a los propios opositores, así como al detenido expresidente Castillo.

### Teletrabajo
Desde julio de 2023, con 71 votos a favor, el Congreso concedió a Boluarte realizar actividades de teletrabajo en el exterior. El proyecto de ley fue presentado por el propio despacho presidencial; en que se estableció el artículo 8-A a la Ley Orgánica del Poder Ejecutivo donde se regula que, cuando «un(a) Presidente(a) de la República no cuente con vicepresidentes a los que encargar del Despacho de la Presidencia en caso de viaje al exterior»; una forma de reeinterpretar la Constitución de 1993. En octubre de ese año un grupo de oposición de 34 congresistas presentó una demanda de inconstitucionalidad.
Boluarte justificó los motivos de los viajes para encontrar potenciales inversores con los que financiar la administración del país. En abril de 2024, su canciller comunicó a la prensa que Boluarte dejaría de viajar con frecuencia a otros países.
La videoconferencia también se utilizó para que los ministros ratificaran sus cargos cuando se encontraban en otros países. En diciembre de 2024, el ex primer ministro Alberto Otárola confesó que Dina Boluarte hizo lo mismo después de ser intervenida quirúrgicamente durante su mandato como presidenta del Poder Ejecutivo, sin avisar al Congreso con antelación, en junio de 2023.

## Aspecto social

### Estallido peruano

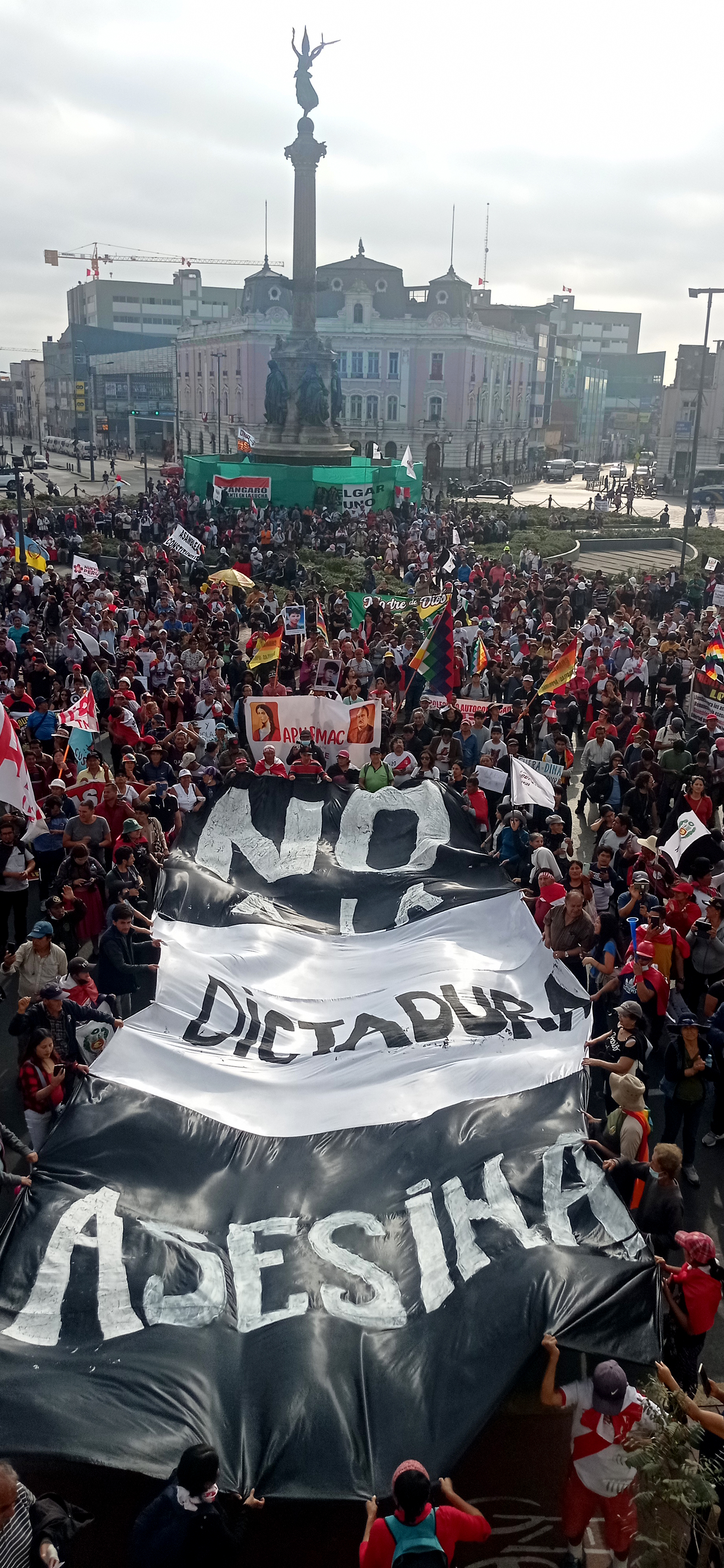
«No a la dictadura asesina» se puede apreciar en una banderola ondeada por unos manifestantes en la Plaza Dos de Mayo.

Los grupos parlamentarios coincidieron en la necesidad de nombrar rápidamente un gobierno de unidad, en un intento de calmar las protestas suscitadas en el país desde la llegada de Boluarte, convocadas por varias organizaciones sociales —principalmente sindicales, indígenas, estudiantiles, campesinas— de izquierda.
Desde el mismo día de la juramentación de Dina Boluarte como presidenta de la República, se desataron a lo largo del país (especialmente en los departamentos del sur) protestas y movilizaciones ciudadanas exigiéndose diversas demandas. Entre las principales demandas de los manifestantes está la disolución del Congreso, la renuncia de la presidenta Dina Boluarte, nuevas elecciones generales, la liberación de Castillo (en ciertos sectores) y la instalación de una asamblea constituyente.
Entre diciembre de 2022 y marzo de 2023 se desataron múltiples acontecimientos de violencia que terminaron en tragedia en Apurímac (10-12 de diciembre), Ayacucho (15 de diciembre) y Juliaca (9 de enero), así como también episodios controversiales como la intervención policial a San Marcos (21 de enero) y la liberación de carreteras en Pichanaqui (16 de diciembre), Ica (25 de enero) y Madre de Dios (11 de febrero). Los episodios con mayor repercusión política fueron la segunda marcha de los Cuatro Suyos (19-21 de enero), la tercera Toma de Lima (19 de julio) y la paralización de Puno (diciembre-marzo). 
A causa de estos acontecimientos que dejaron varios fallecidos por la represión policial, el Ministerio Público inició una investigación a Boluarte, incluido a sus ministros, por los presuntos delitos de genocidio, homicidio agravado y lesiones graves. Varias de las manifestaciones antigubernamentales posteriores, incluyendo las de algunos de los familiares de los desaparecidos, suelen utilizar el lema «Dina asesina», incluyendo una canción del mismo nombre.

### Reforma de inmigración
En abril de 2023, Boluarte propuso reforma de inmigración. Además, a causa de la crisis migratoria con Chile, el gobierno otorgó amnistía a las personas en situación inmigratoria irregular, contando con el Carnet de Permiso Temporal de Permanencia.

### Paro asháninka
El 8 de abril de 2023, el líder ashaninka Santiago Contoricón, fue asesinado a balazos por sicarios, en la puerta de su casa, ubicada en la comunidad nativa de Puerto Ocopa, distrito de Río Tambo, provincia de Satipo (Junín). Dicho líder había ocupado diversos cargos de importancia en su región y había combatido al grupo terrorista Sendero Luminoso en los 80s, por lo que gozaba de mucha popularidad. Ante el asesinato, la Central Asháninka de Río Tambo (CART) emitió un comunicado condenando el crimen y las crecientes invasiones y amenazas que los ashaninkas sufren por el narcotráfico, operativo por la zona, además condenó el accionar del gobierno central y de las fuerzas armadas por haberlos dejado en «abandono» frente a los enemigos de los ashaninkas. Los perpetradores del asesinato fueron adjudicadas a los narcotraficantes y al Militarizado Partido Comunista del Perú, lo que fue confirmado por el jefe de la VI Región Policial Junín-Huancavelica, general PNP Colim Sim Galván. Indicios posteriores, demostrarían que el asesino del dirigente asháninka fue un policía de la zona.
El 11 de abril, el presidente de la Central Asháninka de Río Tambo (CART), Fabián Antúnez Camacho, comunicó que los asháninkas ingresaban en huelga indefinida, exigiendo principalmente al gobierno una explicación sobre los planes de seguridad para los indígenas del Valle de los Ríos Apurímac, Ene y Mantaro (Vraem), el retiro de la base de la Marina de Guerra de Puerto Ocopa, así como el retiro de la zona de personas foráneas y el empadronamiento de esposos o familiares no indígenas. Ante ello, la Fiscalía de Derechos Humanos de Junín dispuso abrir diligencias preliminares para esclarecer la muerte de Santiago Contoricón.
Los asháninkas bloquearon el tránsito en la comunidad nativa de Puerto Ocopa en la Carretera Marginal. Aproximadamente 50 camiones con productos alimenticios, quedaron varados en Puerto Ocopa, provocando que muchos de estos productos se malograran. El 13 de abril, el presidente de la CART, Fabián Antúnez, la alcaldesa de Río Tambo, Digna Sucari Maldonado, el alcalde de Satipo, César Merea, y el gobernador regional de Junín, Zósimo Cárdenas se reunieron y exigieron la llegada del premier y ministros para iniciar una mesa de diálogo y poner fin al conflicto asháninka, pero ninguna autoridad llegó. El 17 de abril, las rondas campesinas de Ucayali, se plegaron al paro ashaninka, bloqueando la carretera que une a la provincia de Atalaya (región Ucayali) y solicitaron un diálogo con los ministros, esta medida se llevó a cabo debido a la amenaza de muerte a más de 20 líderes indígenas en Ucayali por parte del narcotráfico. El 18 de abril, el ministro del Interior, Vicente Romero, llegó a la ciudad de Huancayo (Junín), pero no se dirigió hacia Puerto Ocopa para entablar un diálogo con los manifestantes. El 20 de abril, dos viceministros arribaron a Puerto Ocopa y conversaron con los representantes de la CART, en dicha reunión se acordó que 10 policías patrullarán la comunidad de Puerto Ocopa y que los Sinchis de Mazamari harán intervenciones inopinadas en la zona, además de anunciar una pensión de orfandad a la hija de Santiago Contoricón hasta que cumpla los 25 años de edad, sin embargo, tras no llegar a mayor acuerdo, los manifestantes continuaron con el paro.
El 28 de abril, el ministro del Interior, Vicente Romero; la ministra de Cultura, Leslie Urteaga; y el titular de Justicia y Derechos Humanos, Daniel Maurate, arribaron a la comunidad de Puerto Ocopa e iniciaron una mesa de diálogo con los asháninkas manifestantes. En dichas conversaciones, se acordaron un trabajo más unido entre los comités de defensas y los Sinchis de Mazamari, además de instalarse un puesto de auxilio rápido en la comunidad nativa de Río Tambo, que será equipado con doce policías y una camioneta. Con los acuerdos, se levantó el paro asháninka tanto en Junín como en Ucayali. Durante el desarrollo del paro asháninca, 4 personas desaparecieron, producto de ello se detuvo a varios dirigentes.

### Huelga nacional de profesores
En enero de 2023, el gobierno propuso destinar 112 millones de soles para mejorar los sueldos de los profesores universitarios.
Desde el 26 de septiembre de 2023, alrededor de 52 universidades públicas del país se declararon en huelga indefinida. La huelga fue convocada por la Federación Nacional de Docentes Universitarios del Perú (FENDUP) y recibió el apoyo de la Asociación de Universidades Nacionales del Perú (AUNAP). Entre los locales afectados se encuentran la UNSA, UNA, UNCP, UNSCH, UNSAAC, UNMSM, UNC, UNC. Algunos docentes declararon que no levantaran la huelga hasta que el ministerio de Economía apruebe su presupuesto del pliego de reclamos. Como medidas, los docentes escenificaron escenas de «encadenamientos» y «crucifixiones».
Se realizaron negociaciones para incrementar los precios a cambio de finalizar la huelga pero no tuvieron éxito. El 31 de octubre, la Secretaría General de la Federación Nacional de Docentes Universitarios del Perú (FENDUP), Graciela Alvarado, no fue recibida en Palacio de Gobierno por la presidenta Dina Boluarte.
Tras no percibir apoyo del sector universitario, la Federación de Docentes Universitarios del Perú levantó la huelga el 1 de diciembre de 2023 luego de lograr un aumento en la remuneración.

### Paro en Machu Picchu
El 25 de enero de 2024 inició un paro indefinido en el distrito de Machupicchu (Cusco) convocado por el Colectivo Popular Machupicchu, exigiéndose la destitución de la ministra de Cultura Leslie Urteaga debido a la contratación de la empresa Joinnus para la venta de boletos electrónicas hacia el santuario histórico, además exigen dejar sin efecto el contrato entre el Ministerio de Cultura y Joinnus y ratificar los acuerdos y actas de la suspensión definitiva de la construcción del centro de interpretación en Puente Ruinas. La huelga indefinida ha provocado el cierre de Machu Picchu, la suspensión del servicio de trenes y la afectación del turismo en el distrito. Se reportaron enfrentamientos y heridos tras el intento de desbloqueo de las vías ferroviarias por la PNP.
Luego del anuncio de una posible mesa de diálogo entre huelguistas y ministros, la misma fue suspendida el 30 de enero luego de que la ministra Urteaga mencionara que no habrá diálogo hasta que se levante la huelga. Por su parte, el premier Alberto Otárola señaló que el gobierno de Dina Boluarte no perderá «el principio de autoridad».
El 31 de enero, el gobierno firmó la «Declaración de Machu Picchu», un acuerdo que establece la terminación anticipada del contrato con dicha empresa y la ratificación de la venta presencial de 1000 boletos diarios en Machupicchu Pueblo para acceder al sitio arqueológico, con ello, se levantó el paro.
En julio de 2025, los gremios turísticos solicitaron que se declarara el estado de emergencia en Machu Picchu debido a las críticas de los medios especializados por la deficiente atención a los visitantes. En aquel momento, el Ministerio de Cultura y las empresas privadas mantuvieron una disputa por la obligatoriedad de la venta presencial de entradas.

### Muerte de Alberto Fujimori
En 2024, el gobierno de Dina Boluarte declaró tres días de duelo nacional por el fallecimiento de Alberto Fujimori. Keiko Fujimori, hija del expresidente, aplaudió la decisión; sin embargo, Gisela Ortiz, portavoz de los familiares de las víctimas de La Cantuta, la criticó por «reconocer a alguien condenado por graves delitos».
Cabe señalar que, mientras Alberto Fujimori fue velado en el Ministerio de Cultura, figuras opositoras al fujimorato, como Nicolás Yerovi, no fueron veladas allí.

### Huelga de mineros
El 20 de noviembre, mineros informales de Secocha, Caravelí y otras bases mineras bloquearon indefinidamente la Panamericana Sur en el puente del distrito de Ocoña (Camaná), en el distrito de Chala (Caravelí) y en Nazca (Ica), exigiendo continuidad del Registro Integral de Formalización Minera (Reinfo) y la no aprobación de la ley de la Pequeña Minería y Minería Artesanal (MAPE), el cual busca establecer un marco legal renovado para la formalización minera. Días después, los mineros expandieron los bloqueos a la vía Lucanas (Ayacucho), y en Marcas (Huancavelica). Por estas tomas de carreteras, cientos de camiones y unidades vehiculares se han quedado varados, y se han suspendido los viajes interprovinciales en Arequipa, Moquegua, Tacna y Madre de Dios.
Una gran delegación de mineros informales tomaron la avenida Abancay y acamparon algunos días en dicho lugar en señal de protesta. En el distrito de Mariano Nicolás Valcárcel (Arequipa), estudiantes escolares marcharon a favor de la huelga minera. Por estos motivos, en diciembre de 2024, el gobierno decidió ampliar por seis meses el Reinfo. Según varios analistas consultados por La República, la ampliación del Reinfo permitió la extensión de la minería ilegal y grupos delictivos como «Los Pulpos» o «La Jauría» operaron bajo el manto de impunidad que les otorga la supuesta formalización.
En julio de 2025, nuevamente estalló una huelga minera, que fue aplacada por el gobierno de Dina Boluarte.

## Aspecto económico

### Con punche Perú
El 29 de diciembre de 2022, el Ministerio de Economía y Finanzas anunció el plan Con punche Perú para reactivar el sector económico y laboral del país. Consta de 19 medidas, incluido apoyo monetario a sectores en situación de vulnerabilidad.
Desde marzo del 2023, por Resolución Ministerial 061-2023-PCM, como política de comunicación social, el eslogan de gobierno es «Con punche Perú».
En octubre de ese año, el Congreso aprobó la destinación de 1581 millones de soles para cubrir gastos relacionados con la reactivación económica, ante una recesión, y los efectos del Fenómeno de El Niño.

### Destrabamiento de obras
En noviembre de 2023 se puso en marcha el proyecto de destrabar obras inconclusas a causa de los problemas de inversión por las entidades regionales y locales.
En febrero de 2024 se anunció el incremento del costo de la nueva variante de la Carretera Central, planificada por Francisco Sagasti, valorizada en 24 mil millones de soles.

### Programa Llamkasun
A finales de 2023 se lanzó el programa de trabajo temporal Llamkasun Perú con un presupuesto de 653 millones de soles, y que habría generado 143 838 puesto de empleo a nivel nacional durante los primeros meses. La medida generó controversia cuando uno de los funcionarios denunció los vínculos políticos con el gobierno del Callao, de ofrecer mercancía con la promesa de obtener empleo. Además denunciaron presiones a los pobladores del Carabayllo y las madres del programa del Vaso de Leche para promocionar el plan de trabajo.
Para junio de 2025, se reportó la generación de más de 447 mil empleos temporales.

### Déficit fiscal
En 2023, el gobierno estableció como límite del déficit fiscal al 2.4 % del PBI que se reducirá al 1 % en 2024; sin embargo, a octubre de ese año se mantuvo en 2.8 %. El economista Armando Mendoza alertó de un posible incumplimiento por parte del Ministerio de Economía y Finanzas. En 2025, Dina Boluarte confirmó que el déficit fiscal seguirá entre el 2.6 % y 2.8 %.
Según un informe de la congresista Ruth Luque, presentado por Ojo Público, el Congreso de la República llevó a cabo 144 proyectos de ley hasta el 1 de julio de 2025, que generaron un coste fiscal de 406 462 millones de soles. Esto implica que el Ejecutivo dejaría de recuperar aproximadamente el 35 % del PBI del país en ingresos tributarios.

### Denominación de año oficial de 2025
A finales de 2024, se propuso establecer el 2025 como el año del centenario de José Faustino Sánchez, un precursor independentista. Pero el gobierno decidió denominarlo como el Año de la Recuperación y Consolidación de la Economía Peruana. El periodista Fernando Vivas interpretó que «la idea de que la economía crece gracias a inversiones y mejoras importantes hechas por un gobierno mal entendido y criticado por “caviares” es más atractiva que la del bicentenario (por la batalla de Ayacucho)».

## Medios de comunicación
Según el índice Chapultepec de la Sociedad Interamericana de Prensa (SIP), en 2022 Perú fue posicionado #11 en el ránking americano de libertad de expresión y prensa, como país «en restricción» de la libertad de prensa. En 2023 el país descendió al #12 lugar; aún manteniendo su calificación «en restricción».

## Desastres

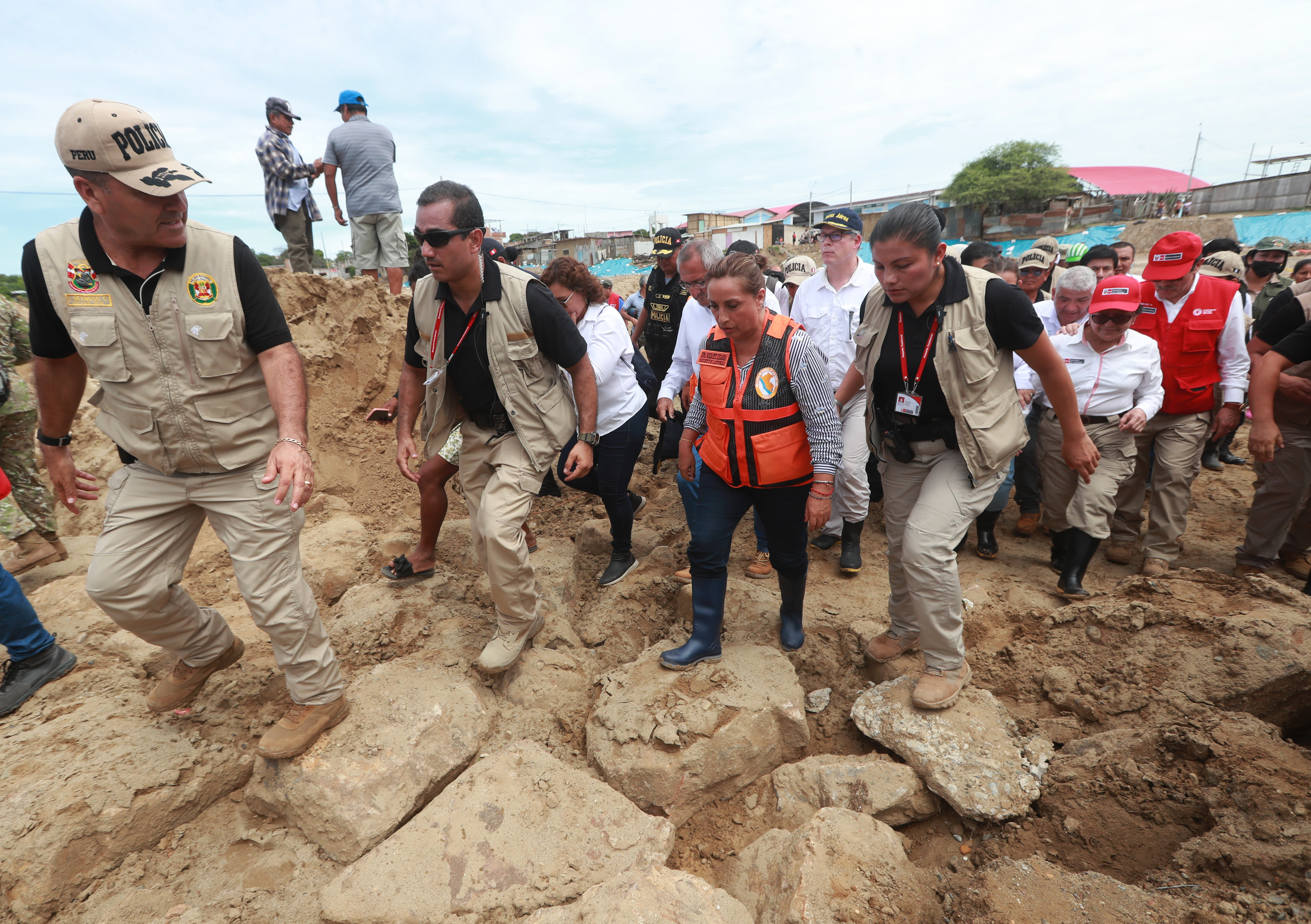
Boluarte, junto con algunas autoridades, inspeccionan los estragos causados por las intensas lluvias en el norte del Perú.

### Incendios forestales (2024)
Los incendios forestales en Perú del 2024 son siniestros originados entre finales de agosto y mediados de septiembre de dicho año en 20 departamentos del país andino. Al 21 de septiembre, 1 495 33 hectáreas de cultivo se han perdido, otras 1 264 han quedado dañadas y 3374 hectáreas de cobertura natural han sido destruidas.

### Crisis hídrica en Piura
En 2024, el Instituto Peruano de Economía afirmó que en regiones como Piura, Lambayeque y Tumbes no se logró abastecer de agua a los usuarios por más de 12 horas al día de media. Este año se informó de que la presa de Poechos registró la entrada de agua más baja de su historia, 14 millones de metros cúbicos de agua, y de que el nivel de agua de una de las arterias que conectan con la planta hidroeléctrica era de apenas 80 centímetros. El Instituto Nacional de Defensa Civil estimó que más de 756 000 personas estarían en riesgo debido al déficit hídrico en Piura.
En noviembre de ese año, 500 agricultores del Valle del Chira, en Sullana, protestaron por la falta de atención del Gobierno a la sequía, que provocaría problemas económicos. Mientras tanto, el Ministerio de Desarrollo Agrario y Riego anunció que destinará 200 millones de soles a ayudas económicas para los agricultores y a la perforación de pozos.

### Derrumbe en patio de comidas de centro comercial en Trujillo

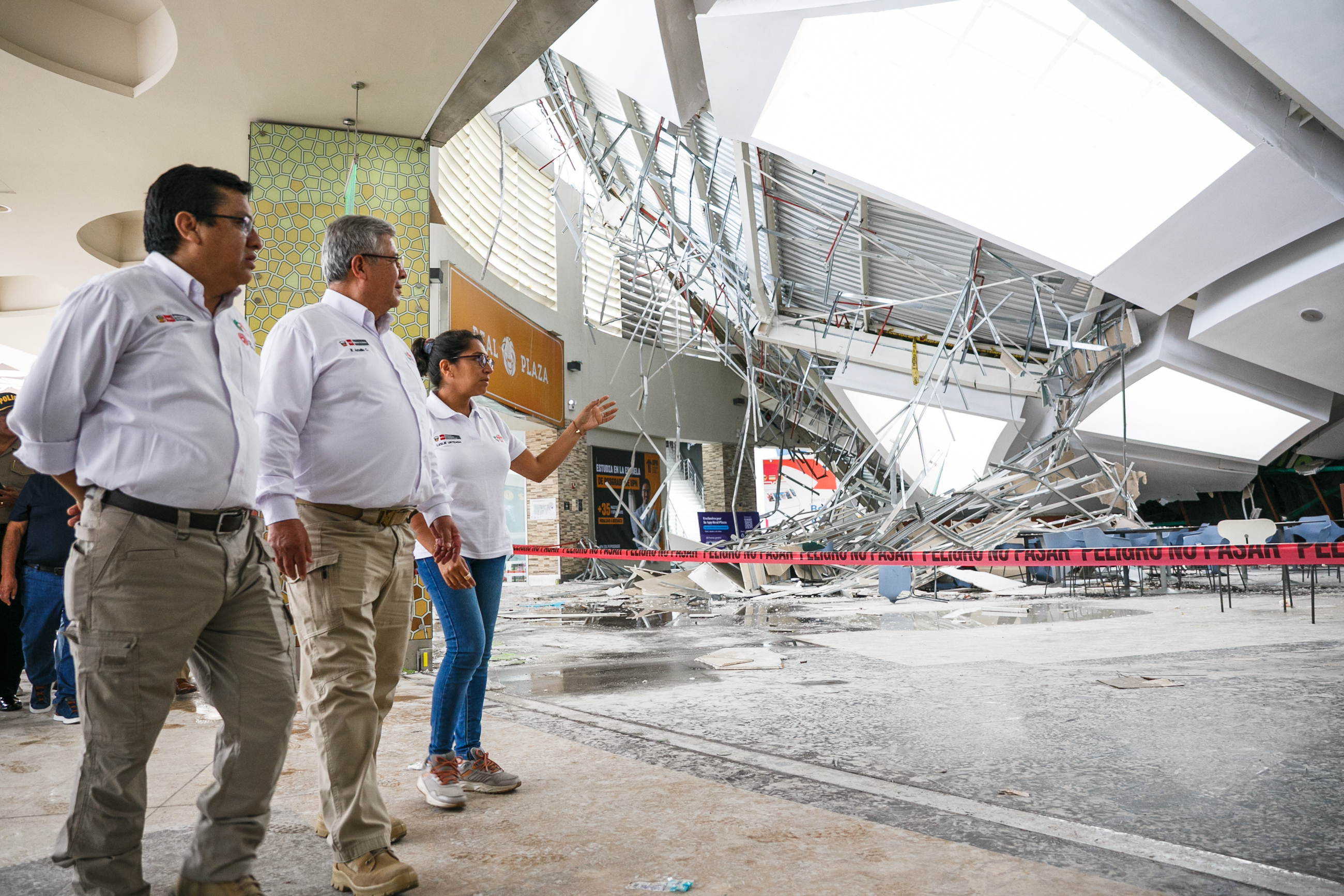
Los ministros Walter Astudillo, César Vásquez y Leslie Urteaga inspeccionan los daños ocasionados por el colapso del techo en el centro comercial.

En 2025, se derrumbó la cúpula que cubría el patio de comidas del centro comercial Real Plaza de Trujillo, el más extenso fuera de Lima, y el suceso dejó seis muertos y 81 heridos. El motivo del derrumbe según Ositran fue la acumulación de agua. El lugar había sido clausurado previamente por motivos de seguridad, pero reabrió gracias a una ley promulgada por Boluarte que reduce el tiempo de clausura a 48 horas. Acudieron los equipos del Cuerpo de Bomberos de La Libertad y escuadrones de la Policía Nacional del Perú para rescatar a las personas atrapadas, siendo luego apoyados por equipos de la Marina de Guerra.

## Educación

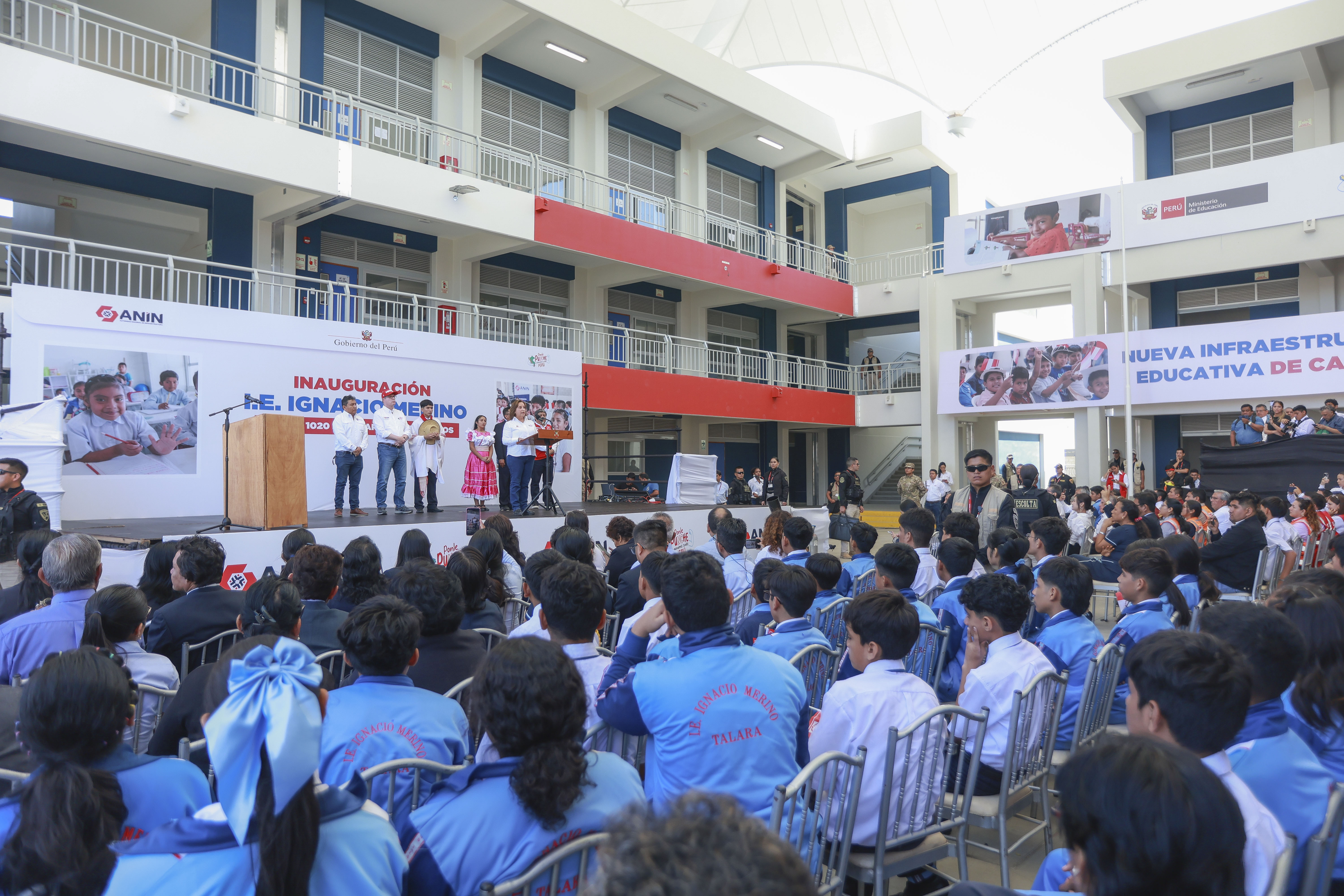
Boluarte dando un discurso durante la reinauguración de una escuela en Talara.

En marzo de 2025, Boluarte anunció el aumento de sueldo a los profesores, siendo de 200 soles adicionales para el mes de marzo y 200 para noviembre.

### Escuelas Bicentenario
El 29 de febrero de 2024, se dio entrega de las dos primeras Escuelas Bicentenario luego de 10 meses de construcción, siendo inauguradas por Dina Boluarte. Dichas escuelas fueron la N° 0085 José de la Torre Ugarte, de El Agustino, y la N° 0035 Nuestra Señora de la Visitación, del Cercado de Lima.
El 3 de septiembre, Boluarte inauguró la Escuela Bicentenario N° 7207 Ramón Castilla en San Juan de Miraflores. El 17 de septiembre, Boluarte inauguró la Escuela Bicentenario N° 3080 Perú-Canadá en Los Olivos. El 20 de septiembre, se inauguró la Escuela Bicentenario N° 1209 Mariscal Toribio de Luzuriaga. El 3 de octubre, se inauguró la Escuela Bicentenario N° 2099 Rosa Merino. El 25 de noviembre, Boluarte inauguró la Escuela Bicentenario Javier Heraud.
El 28 de enero de 2025, Boluarte inauguró la Escuela Bicentenario Manuel Gonzáles Prada en Ate. El 3 de marzo, se inauguró la Escuela Bicentenario N° 2096 Perú-Japón. El 10 de marzo, se inauguró la Escuela Bicentenario N° 2100 Juan Velasco Alvarado en el distrito de Comas. El 13 de marzo, se inauguró la Escuela Bicentenario N° 1190 Felipe Huamán Poma de Ayala en Lurigancho-Chosica. El 27 de marzo, se inauguró la Escuela Bicentenario N° 3088 Vista Alegre en Puente Piedra.
El 23 de mayo, se inauguró la Escuela Bicentenario N° 3058 Virgen de Fátima en Carabayllo. El 29 de mayo, se inauguró la Escuela Bicentenario N° 2051, ubicada en el mismo distrito. El 8 de julio, en el departamento de Junín, Boluarte inauguró la Escuela Bicentenario 9 de julio. El 25 de julio se inauguró la Escuela Bicentenario Fernando Carbajal en el departamento de Ucayali.

## Salud

### Rebrote de COVID-19 (2024)
En enero de 2024, se reportó un incremento de casos de COVID-19 a nivel nacional de hasta 8.000 casos semanales, principalmente en las ciudades Tacna, Moquegua, Cuzco, Arequipa, Ica y Lima. De acuerdo al Centro Nacional de Epidemiología, Prevención y Control de Enfermedades, el incremento de casos se debe a las reuniones de fin de año de 2023.
El gobierno anunció que el Minsa aplicó casi 200.000 dosis de la vacuna contra la COVID-19 en lo que va del año 2024.

## Aspecto de seguridad y administración de justicia

### Lucha contra la delincuencia

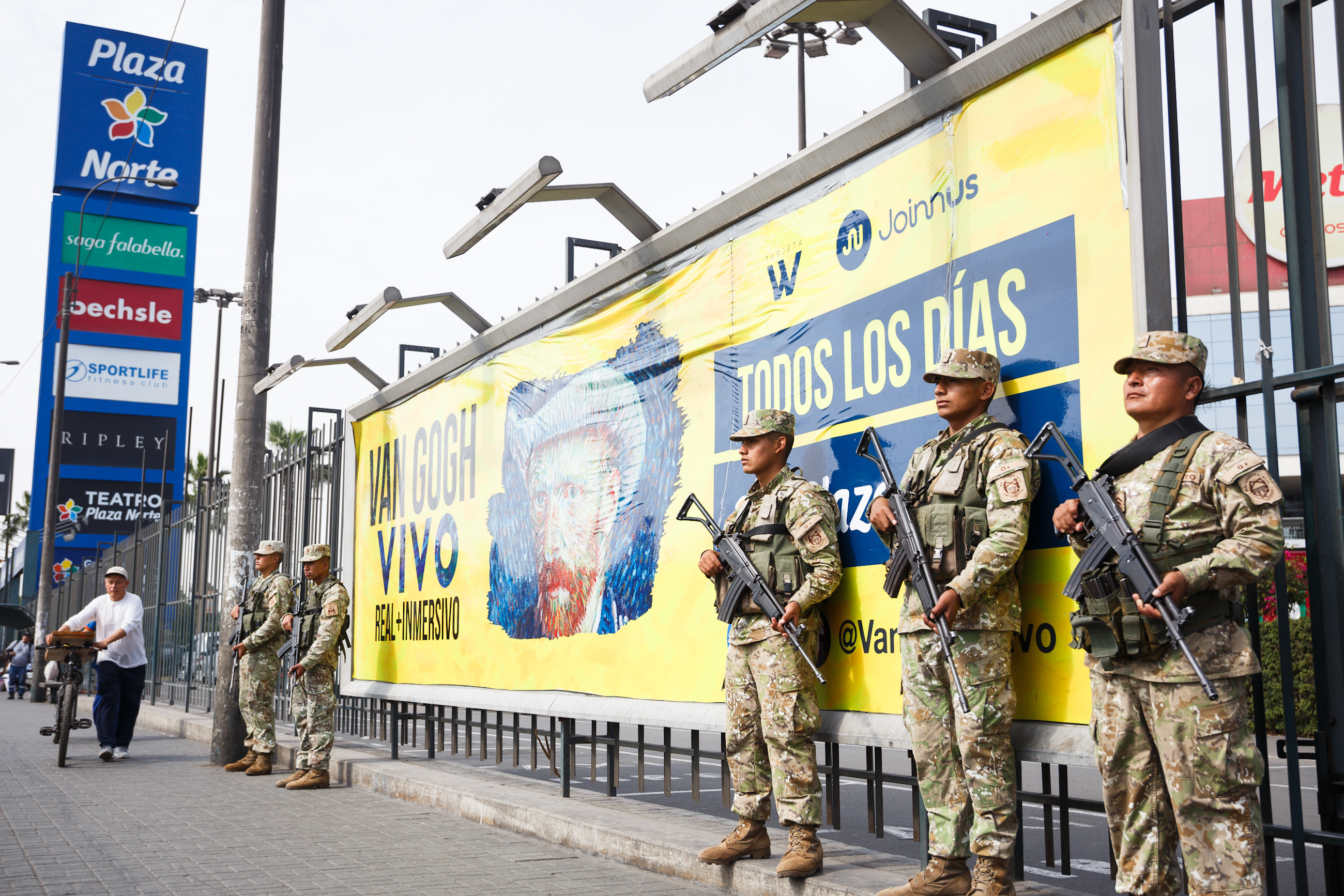
Militares desplegados en las inmediaciones de Plaza Norte tras el estado de emergencia decretado en los distritos de Lima Norte.

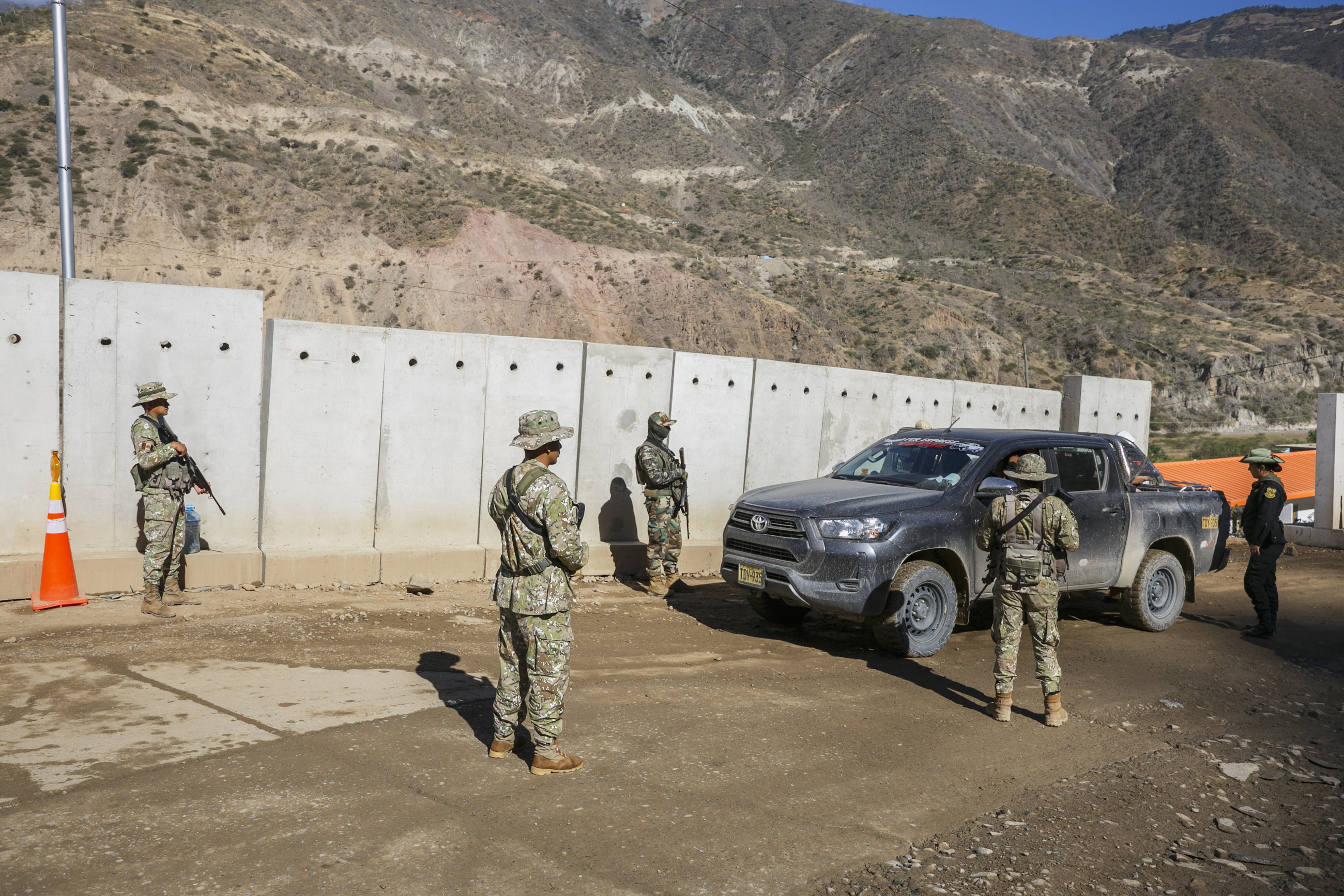
Militares y policías realizan operativos de inspección en Pataz, ante una serie de atentados y asesinatos perpetrados por mineros ilegales en alianza con organizaciones criminales en dicha provincia.

El 29 de agosto de 2023, ante los pedidos de implementar el denominado «Plan Bukele» en Perú, se anunció la implementación de su propio plan (cuyo nombre popular hace referencia a la presidenta Dina Boluarte). Dicho anuncio fue realizado por el presidente del consejo de ministros, Alberto Otárola.
Tras el atentado en la discoteca Xanders del 15 de septiembre, Dina Boluarte anunció el 18 de septiembre la declaratoria de estado de emergencia en los distritos limeños de San Juan de Lurigancho y San Martín de Porres además de la provincia de Sullana, en Piura. Se dispuso que los delincuentes capturados en flagrancia fueran presentados en uniformes color rojo, grilletes y con un cartel con el delito cometido. Debido a la declaratoria de emergencia en San Juan de Lurigancho y San Martín de Porres, se detectó que los delincuentes migraron hacia el distrito del Rímac.
En su discurso de 2 de noviembre de 2023, ya en etapa de emergencia ciudadana, Boluarte declaró durante la sesión en el Foro de Inversión Responsable de la Alianza Américas que su país «está en calma y en paz». A pesar de las críticas respecto a esa frase, refirió días después «tenemos delincuencia, sí; pero [no] una guerra».
El plan de seguridad ciudadana fue una de las dos intervenciones que realizó entre junio y octubre de 2023, según actas del Consejo de Ministros. La falta de intervenciones se debió a la modalidad del teletrabajo.
Con el tiempo, se declararon nuevos estados de emergencia. Sin embargo, parte de la población mostró su descontento con la labor policial, actitud con la que Dina Boluarte se mostró crítica. De hecho, Boluarte arremetió contra los especialistas que cuestionan la labor oficialista y les llamó «opinólogos». El policía Harvey Colchado, conocido por participar en el allanamiento de la casa de Dina Boluarte, criticó al ministro Juan José Santiváñez por impedir la restitución de la detención preliminar, que los congresistas eliminaron de la legislación en 2024. Juan José Santiváñez fue censurado por el Congreso de la República y Boluarte justificó que su salida no había resuelto los problemas de seguridad ciudadana.
En 2025, el gobierno decretó la suspensión de la actividad minera en Pataz durante treinta días tras conocerse el secuestro y asesinato de trece mineros en una de sus instalaciones. Una representante de la Sociedad Nacional de Minería, Petróleo y Energía solicitó que otras entidades, como el Ministerio de Energía y Minas, el Osinergmin y el OEFA, supervisen las condiciones mineras durante la suspensión.

### Crisis de extorsiones en el transporte público y paros de transportistas
En septiembre de 2024, los transportistas realizaron un paro para protestar contra las extorsiones que sufren los conductores de diversos medios de transporte, que han causado la muerte de más de 22 personas. En respuesta, el Gobierno decretó el estado de emergencia durante 60 días en 11 distritos de Lima Metropolitana y en el distrito de Ventanilla, en el Callao. Asimismo, dispuso el despliegue total de la Policía y las Fuerzas Armadas en los distritos declarados en emergencia por el Gobierno.
En octubre, se llevó a cabo otro paro de transportistas, en pleno estado de emergencia, al que también se sumaron comerciantes de diferentes mercados del Cono Norte y los empresarios del emporio comercial de Gamarra. Sin embargo, se produjeron enfrentamientos entre los manifestantes y la Policía, y también se produjeron detenciones. Ante este caos, el primer ministro, Gustavo Adrianzén, afirmó en una entrevista de radio que «Perú está en calma», pese a los reclamos de los transportistas y los comerciantes. Por su parte, la presidenta Boluarte opinó sobre el paro y calificó a los manifestantes de «tirapiedras».
Más adelante, un gremio de transportistas, anunció que convocará a un paro nacional indefinido, luego de que no llegaran a un acuerdo con el Gobierno y el Congreso, pese a los casos de extorsión que se vienen dando. Asimismo, solicitaron que se derogue la «Ley de Crimen Organizado» (Ley 32108), pues dicha ley solo favorece a los delincuentes y extorsionadores. Se estimó que la convocatoria al paro indefinido se llevaría a cabo el 23 de octubre.
El 23 de octubre, se llevó a cabo otro paro de transportistas, al que se sumaron los colectivos de transportistas, empresarios del emporio comercial de Gamarra, comerciantes de los mercados populares de Lima Norte y miembros del sindicato de Construcción Civil. En respuesta, el vocero de la Presidencia, Freddy Hinojosa, señaló en una rueda de prensa que las manifestaciones solo buscan "desestabilizar al país" y que hay un grupo radical que está detrás de todas esas protestas.
El 28 de octubre, pobladores en contra de la delincuencia bloquearon la Panamericana Norte en la provincia de Virú, pero fueron desalojados por un contingente policial. Hubo 6 heridos (4 civiles y 2 policías) y 4 detenidos.
Más tarde, miembros del grupo colectivo de transportistas, señalaron que habrá paro indefinido de 72 horas los días 13, 14 y 15 de noviembre, días en que se llevará a cabo la cumbre de la APEC en Lima. Ante esto, el primer ministro Adrianzén dijo que las protestas están afectando a la economía del país y calificó a los manifestantes de «enemigos del Perú». Horas antes de iniciar el paro, un grupo de transportistas increpó al ministro del Interior, Juan José Santiváñez, y tildó de «floro» (charlatanería) la invitación para participar con el Estado peruano a otros grupos de transportistas que se negaron a participar en la marcha.
Los días 13, 14 y 15 de noviembre, ocurrió el paro indefinido de 72 horas, en plena cumbre del APEC. Sin embargo, esas protestas nunca se concretaron, asimismo, hubo también manifestaciones en contra del APEC, en las calles de San Borja, provocando empujones contra la Policía e incluso detenciones a los manifestantes. En Arequipa, hubo 8 obreros heridos por perdigón.

### Leyes de prescripción y amnistía por crímenes contra los derechos humanos
La presidenta ha promulgado dos leyes que tienen como objetivo que no se persigan crímenes contra los derechos humanos cometidos por miembros de las Fuerzas Armadas, Policía Nacional o comités de autodefensa en el contexto del conflicto armado interno peruano o época del terrorismo 1980-2000. El 7 de agosto de 2024, la presidenta promulgó la Ley N° 32107 titulada "Ley que prescribe delitos de lesa humanidad ejecutados antes del 2002". Dicha norma establecía que no sería posible aplicar la clasificación de "lesa humanidad" a crímenes cometidos antes de que el Perú hubiera suscrito el estatuto de Roma en 2002, con lo cual se les aplicarían los plazos de prescripción ordinarios. El 13 de agosto de 2025, el Despacho Presidencial anunció que la presidenta Boluarte promulgaría en ceremonia especial una nueva ley de amnistía referida específicamente al periodo de violencia 1980-2000, la «ley que concede amnistía a los miembros de las Fuerzas Armadas, de la Policía Nacional del Perú y de los Comités de Autodefensa que participaron en la lucha contra el terrorismo entre los años 1980 y 2000». Ambas normas fueron de iniciativa de políticos conservadores como Jorge Montoya y Fernando Rospigliosi, y recibieron  el respaldo público de ex altos mandos militares del país y del colectivo La Resistencia. La promulgación de ambas normas ocurrió a pesar de la existencia de resoluciones de la Corte Interamericana de Derechos Humanos que mandataban al Estado peruano a suspender su tramitación.

## Deporte
El 18 de enero de 2024, en conmemoración del 489° aniversario de Lima, la presidenta de Perú, Dina Boluarte, anunció que el gobierno nacional apoyará la candidatura de Lima a los Juegos Panamericanos 2027 y que dicho respaldo fue comunicado a Panam Sports. En marzo del mismo año, Lima fue elegida como nueva sede de los Juegos Panamericanos de 2027. Al finalizar el año, se desarrollaron los Juegos Bolivarianos de 2024. 

### Programa Ciclo Olímpico
En diciembre de 2024, se lanzó el programa "Ciclo Olímpico", para financiar, de forma continua, a deportistas y paradeportistas en vistas de los Juegos Olímpicos del 2028. Dicho programa incluye la cobertura en entrenamiento, la contratación de entrenadores y el seguimiento técnico, además de financiar a los deportistas que tuvieron medallas o diplomas en los Juegos Olímpicos de dicho año.

### Disolución del Proyecto Legado
En 2025, el gobierno anunció que disolverá el Proyecto Especial Legado, encargado de administrar las sedes deportivas construidas para los Juegos Panamericanos de 2019. El ministro de Educación justificó esta decisión por motivos de eficiencia y para evitar duplicidades. Carlos Neuhaus, quien dirigió el proyecto, advirtió que su eliminación podría afectar gravemente al desarrollo del deporte en el país. El medallista olímpico Stefano Peschiera criticó esta medida porque los deportistas se verán afectados en el desarrollo de sus entrenamientos. Ni el primer ministro ni el ministerio de Educación hicieron declaraciones sobre la decisión ante el Congreso de la República. Luego de disolverse el Proyecto Especial Legado, la infraestructura quedó a cargo del Instituto Peruano del Deporte (IPD), manteniéndolas operativas.

## Transporte
En abril de 2023, Dina Boluarte inauguró la segunda pista de aterrizaje del Aeropuerto Internacional Jorge Chávez, en que prometió estar completamente operativa. Sin embargo, un representante de la Asociación Internacional de Transporte Aéreo señaló en mayo de 2024 que el gobierno no tomó medidas de contención durante las fallas de iluminación en la primera pista de aterrizaje, mientras que la segunda pista permaneció fuera de servicio.
Además, Boluarte inauguró el puente modular Bailey en Chanchamayo (Junín), el puente Salvador en José Crespo y Castillo (Huánuco) y el puente Chamorro en El Carmen (Ica). E inició la construcción del puente Carrasquillo en Piura.

## Aspecto internacional

### Visitas oficiales de la presidenta Boluarte al exterior

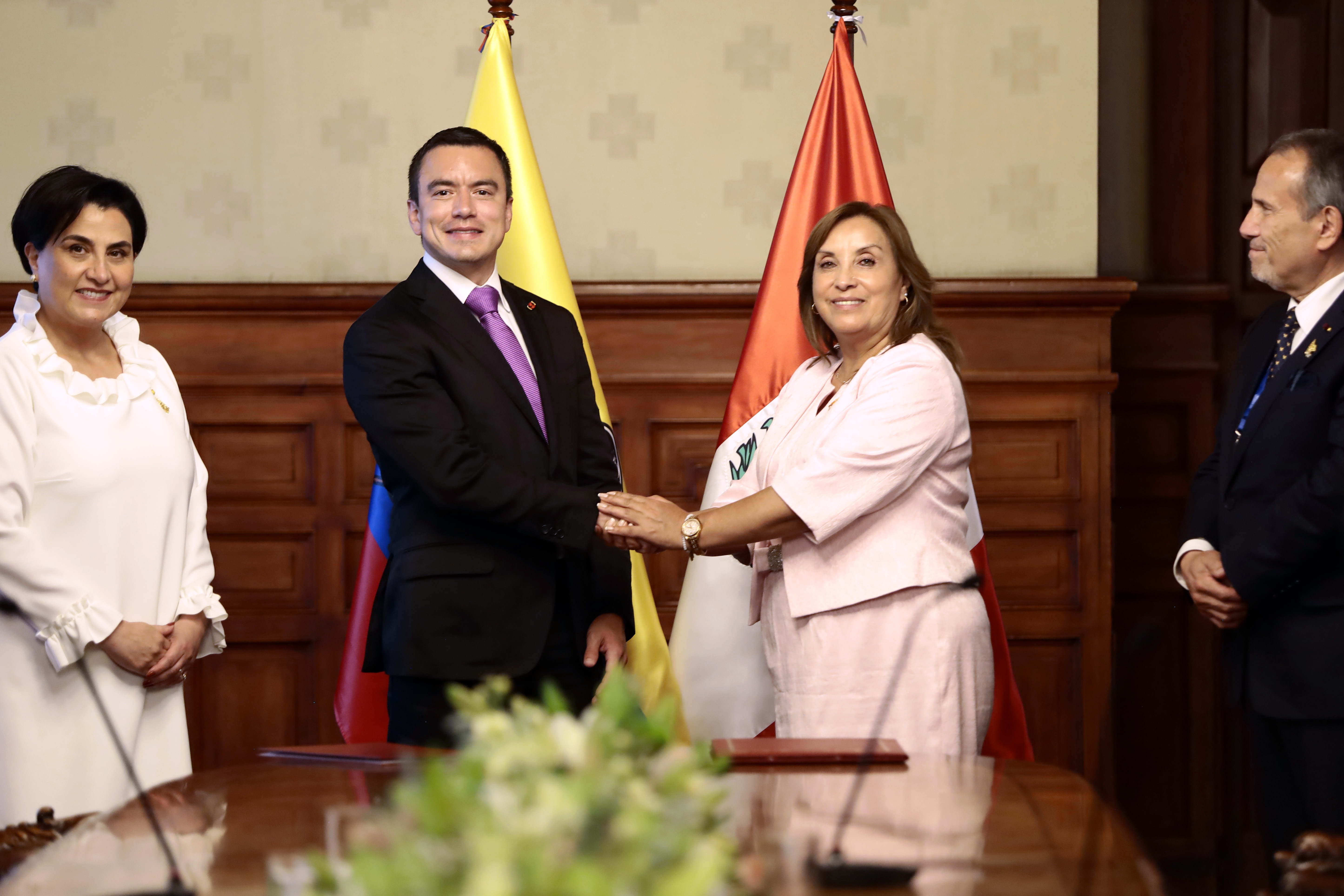
Boluarte junto a Daniel Noboa en la visita del primero a Ecuador en mayo de 2025.

En agosto de 2023, Boluarte realizó su primera visita oficial al extranjero, asistiendo a la IV Reunión de Presidentes de los Estados Parte del Tratado de Cooperación Amazónica (OTCA) en Brasil, donde se reunió con el presidente Lula da Silva.
Del 17 al 21 de septiembre, la mandataria viajó a Nueva York para participar en el 78° periodo de sesiones de la Asamblea General de las Naciones Unidas.
Entre el 11 y el 15 de octubre, la presidenta realizó una gira por Alemania, Italia y el Vaticano, donde sostuvo un breve encuentro con el Papa Francisco.
Durante los primeros días de noviembre, Boluarte asistió a la I Cumbre de Líderes de la Alianza de las Américas para la Prosperidad Económica (APEP) en Estados Unidos. Allí, se cruzó de manera fortuita con el presidente Joe Biden, un encuentro que luego presentó como una reunión bilateral de carácter oficial.
El 15 de noviembre, la jefa de estado participó en la cumbre de APEC Estados Unidos 2023. El evento se extendió hasta el 17 de noviembre, momento en que Boluarte asumió la presidencia pro tempore del Foro APEC para el 2024.
En junio de 2024, la presidenta Boluarte realizó una visita oficial a China, donde sostuvo una reunión con su homólogo de ese país, Xi Jinping.
A fines de enero de 2025, la mandataria viajó a Suiza para participar en la 55° Reunión Anual del Foro Económico Mundial.
Entre el 16 y 19 de mayo, la mandataria realizó una nueva visita al Vaticano con motivo de la inauguración papal de León XIV. Durante su estadía, sostuvo un breve encuentro con el sumo pontífice de nacionalidad peruana, a quien invitó a visitar el país. El 24 de ese mismo mes, la presidenta viajó a Ecuador para asistir a la segunda investidura presidencial de Daniel Noboa, ocasión en la que sostuvo una reunión con su homólogo ecuatoriano.
En junio, la jefa de estado viajó a Francia para asistir a la III Conferencia de las Naciones Unidas sobre el Océano, donde se reunió con el presidente francés, Emmanuel Macron.

### Visitas de jefes de Estado al Perú

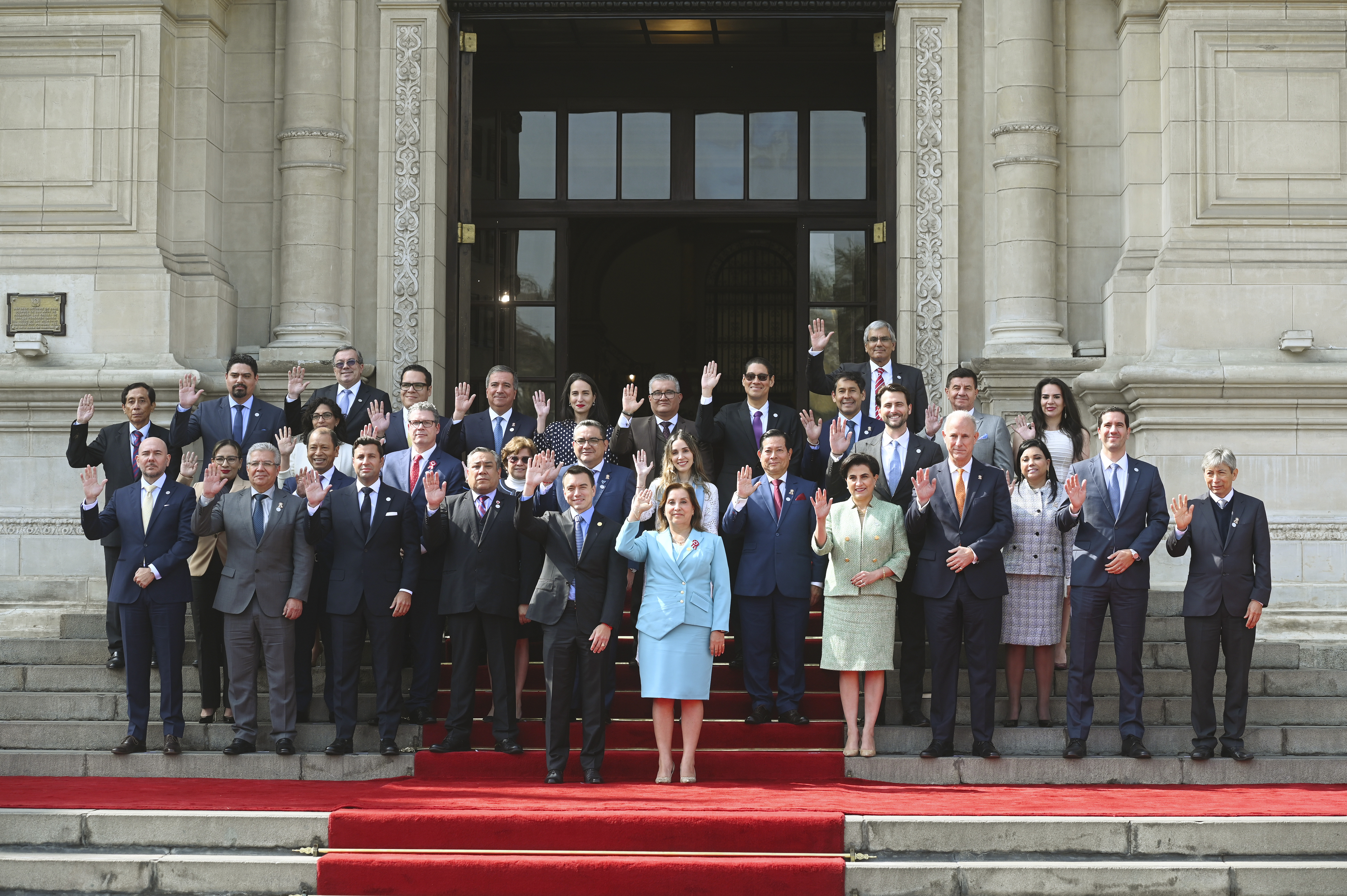
Fotografía oficial del Encuentro Presidencial y XV Gabinete Binacional Perú-Ecuador.

El 14 de junio de 2023, Dina Boluarte sostuvo su primer encuentro bilateral con el presidente de Ecuador, Guillermo Lasso, en el Puente Internacional Macará. Durante este encuentro, ambos mandatarios suscribieron la Declaración Conjunta Presidencial La Tina-Macará. Posteriormente, en octubre, Lasso visitaría Lima para celebrar los 25 años de la firma del Acuerdo de Paz de Brasilia. En esa ocasión, la presidenta Boluarte condecoró a su par ecuatoriano con la Orden del Sol.
A inicios de julio de 2024, se llevó a cabo en Lima el XV Gabinete Binacional Perú-Ecuador, el cual contó con la presencia del presidente ecuatoriano Daniel Noboa. Durante este encuentro, se firmó la Declaración Presidencial de Lima.
Entre el 12 y 17 de noviembre, en el marco del foro APEC, diversos mandatarios asiáticos realizaron visitas oficiales y de estado al país. Entre ellos se encuentran Hassanal Bolkiah (Brunéi), Anwar Ibrahim (Malasia), Lương Cường (Vietnam), Prabowo Subianto (Indonesia), Yoon Suk-yeol (Corea del Sur), Shigeru Ishiba (Japón) y Xi Jinping (China). Asimismo, el mandatario chino y la presidenta Boluarte inauguraron de forma virtual el megapuerto de Chancay.
En abril de 2025, la jefa de estado recibió al presidente de Panamá, José Raúl Mulino, con quien sostuvo una reunión bilateral. Durante el encuentro, Boluarte condecoró a su par panameño con la Orden del Sol.

### APEC 2024

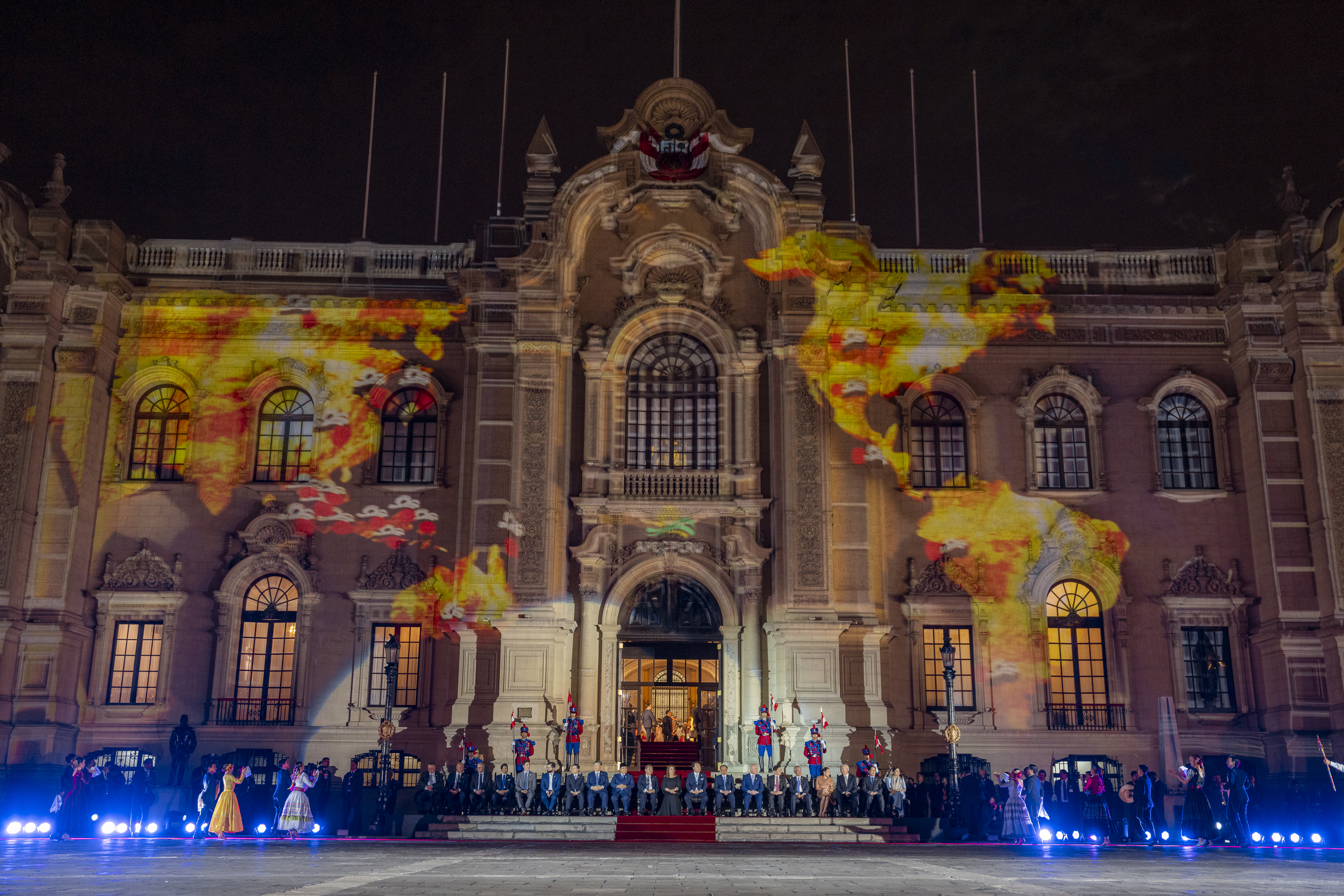
La presidenta Dina Boluarte y los líderes de la APEC se reúnen para asistir a un espectáculo en el Palacio de Gobierno.

En noviembre de 2024, Lima acogería la semana de líderes económicos del Foro de Cooperación Económica Asia-Pacífico (Cumbre APEC). Reuniría a 16 jefes de Estado y delegaciones de 19 territorios afiliados para discutir temas de interés internacional como el comercio inclusivo, la sostenibilidad y la formalización económica. Sería la tercera edición celebrada en el país, y el lema sería «empoderar, incluir y crecer».
Se espera que Perú consiga el tratado de libre comercio con Hong Kong y amplíe sus acuerdos con China, así como la creación de una hoja de ruta para fomentar un tratado de libre comercio general con los 21 miembros. En este sentido, los países firmaron la declaración Ichma. Además, se crearía un espacio para promover el emprendimiento nacional abierto al público, el APEC Ciudadano, inaugurado por la presidenta en el mismo mes de noviembre de 2024.
Aunque el evento busca tratar el tema de la formalización e inclusión económica, también ha tenido detractores. El exministro de Economía, Ismael Benavides, se refirió al evento organizado por la mandataria como una «lavada de cara» a la crisis política. Las organizaciones gremiales cuestionaron que el Gobierno buscara mantener el modelo económico («Estado neoliberal») para favorecer el extractivismo y agilizar la inversión en la industria minera y de hidrocarburos, lo cual sería perjudicial para el tejido social. Por ello, se optó por realizar una sesión del Foro Social Frente al APEC el mismo mes en que se celebró la semana de líderes económicos.
Diversas autoridades intentaron disuadir a la población de que protestara. Uno de ellos fue el ministro de Transportes y Comunicaciones Raúl Pérez-Reyes, que restó importancia a los actos contra el Gobierno, retó a contar «a quiénes están matando» y culpó a la «izquierda radical» por no actuar.  Cabe destacar que, en este evento, los políticos de derecha empezaron a respaldar a los demás países cuyas formas de gobierno socialistas detestaban, como ocurrió en las ceremonias honoríficas con las máximas autoridades de países miembros como China y Vietnam.

### Tratado de Altamar
En 2025, el gobierno suscribió el Acuerdo sobre la Conservación y Uso Sostenible de la Biodiversidad Marina más allá de las Jurisdicciones Nacionales, argumentando que «se suma a los esfuerzos colectivos por establecer un marco jurídico multilateral que garantice la protección de la biodiversidad en alta mar». El anuncio se realizó en Francia con la autorización del Congreso, aunque desde la cancillería se aclaró que no está relacionado con la Convención del Mar de 1982. Sin embargo, Jesús Salazar, expresidente de la Sociedad Nacional de Industrias, afirmó que los grupos de empresarios se habían desinformado sobre el anuncio y criticaron al gobierno por afectar supuestamente a la soberanía nacional.

## Controversias

### Irregularidades en el financiamiento de campaña
El 28 de marzo, el fiscal provincial Richard Rojas incorporó a la presidenta Dina Boluarte, al expresidente Pedro Castillo y al empresario Henry Shumabukuro en una investigación fiscal por organización criminal por supuestos aportes ilícitos durante la campaña electoral del partido político Perú Libre en las elecciones generales del 2021. Shumabukuro es presuntamente responsable de financiamiento ilícito a través del Ranchito Dina Boluarte.

### Cambio de directiva del IRTP
En 2023, el entonces presidente ejecutivo del IRTP, Jesús Solari Díaz, renunció a su cargo alegando que sus esfuerzos de brindar una programación inclusiva y plurinacional en los medios del Estado se han visto impedidos por la clase política dominante. Fue reemplazado por Ninoska Chandia, hasta ese entonces jefa de prensa del gobierno de Dina Boluarte. Hugo Coya señaló que Chandia fue parte del equipo de Comunicación Estratégica, destacó solamente su breve presencia como reportera en Radio Nacional y que su designación «es definitivamente un retroceso de por lo menos dos décadas en ese trabajo de buscar una televisión pública».
La gestión de Chandia estuvo marcada por acciones cuestionables. Inicialmente, la empresa cubrió los gastos de viaje de la presidenta y el gerente general para establecer convenios con otros países en la obtención de nuevas tecnologías. Además, habría permitido que se ausentara mientras realizaba cirugías, como confesó su esposo, y promocionó su alma mater, la Universidad César Vallejo, en sus vídeos institucionales. Posteriormente, la ministra de Cultura señaló que la gerencia de Chandia fue investigada tras revelarse acusaciones de peculado y favorecimiento personal.
Cabe señalar que la mayor parte de la directiva del IRTP fue eliminada por decreto supremo para «eliminar el duplicado de funciones», cuyos máximos responsables son dos personas: el director y el gerente general. También se reemplazó a sus empleados. Entre los cesados se encontraba Féliz Paz Quiróz, el director de Editora Perú, empresa de medios escritos adscrita a la Presidencia del Consejo de Ministros. En junio de 2023 IRTP despidió a Ximena Carrasco, periodista que había cuestionado Boluarte en medio de la convulsión social. Carrasco denunció que el despido se trató de una «informalidad dada por el Estado» al rescindir su contrato. El seminario Hildebrandt en sus Trece, reveló que se conocía la situación política de la prensa del Estado cuando, según palabras de El Comercio, «detallaba por entonces que el gobierno había reconocido, ante la Comisión Interamericana de Derechos Humanos (CIDH), la responsabilidad policial y militar en las muertes durante la convulsión social de los meses anteriores». El cuestionamiento de Carrasco al gobierno de Boluarte «fue uno de los primeros episodios que desencadenaron presiones cada vez más duras contra el IRTP», lo cual coincide con despidos de periodistas no afines al oficialismo.
La exministra Ana Jara calificó aquel hecho como un «despido encubierto» al citar dos expedientes (114-2001-AA/TC y 00976-2001-AA/TC) desde una jurisprudencia del Tribunal Constitucional. Mientras que Rodrigo Salazar, director ejecutivo del CPP, alertó que «ahora podemos, con bastante evidencia, dudar de lo que vemos u oímos en TV Perú y Radio Nacional» luego de confirmar la separación de siete periodistas a un mes asumida la directiva de Chandia.
El ministro de Trabajo, Fernando Varela, reconoció que no tenía información sobre los despidos, ya que no se había presentado ninguna denuncia por parte de Sunafil. Días después, en julio de ese año, el portal El Foco reveló nuevos audios que implicaban a veinte personas retiradas de la organización de radiodifusión. En noviembre de ese año, Sudaca informó de otro despido forzoso: la periodista María de Jesús Gonzales con 22 años de trabajo en la empresa, por pedido de la secretaría de presidencia. En diciembre de 2024, cuando ya se habían despedido a siete periodistas, el periodista Nicolás Salazar, que había trabajado en IRTP durante 12 años, presentó su renuncia tras afirmar que «la actual gestión me quitó las ganas de hacer periodismo».
IRTP tomó medidas de censura contra contenido cultural. En julio de 2023 suspendió la emisión de la misa dominical en TV Perú luego de las críticas a Boluarte por los fallecidos de la convulsión por parte del arzobispo de Lima, Carlos Castillo, durante el especial de Fiestas Patrias. Al mes siguiente, en agosto, IRTP canceló sin previo aviso varios programas de Radio Nacional, entre ellos, al histórico espacio La voz del consumidor por Crisólogo Cáceres. En septiembre, la empresa estatal anunció el cierre de El placer de los ojos, conducido por Ricardo Bedoya y permanecido por más de 20 años.
El IRTP realizaba otras acciones para que la opinión pública tuviera una buena imagen de Dina Boluarte. En noviembre de ese 2023, lanzó una canción con el objetivo de mitigar futuras agitaciones sociales, que fue criticada por la actriz de televisión Tatiana Astengo. En 2025, contrató a un exjefe de prensa de Fuerza Popular para su campaña presidencial de 2016 y lanzó un programa que promocionaba costumbres andinas desde «un punto de vista paranormal y científico», presentado por uno de los promotores de las momias tridáctilas de Nazca, con la justificación de «generar pensamiento crítico en la audiencia». El programa periodístico Panorama señaló que el instituto tenía planeado lanzar un programa dominical presentado por la propia Dina Boluarte para competir con la televisión privada.

### Reuniones oficiales en el extranjero

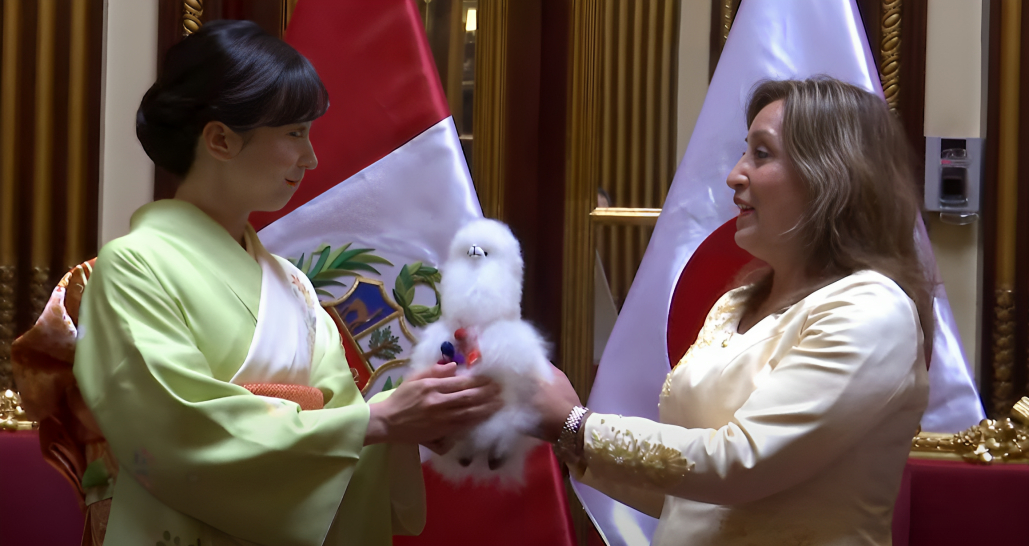
Boluarte dando un obsequio a la princesa Kako de Akishino durante una visita oficial.

Durante la visita de Dina Boluarte a las sesiones de la Asamblea General de las Naciones Unidas, en los Estados Unidos, se recurrió a una campaña publicitaria que consistió en realizar fotografías con autoridades públicas y usar la Marca Perú para atraer inversionistas. Esto incluye a una supuesta reunión oficial con el presidente estadounidense Joe Biden, a partir de una fotografía, que fue desmentida por la Casa Blanca.
Especialistas como Karla Gaviño y Anthony Medina Rivas Plata señalaron la real ausencia de reuniones oficiales con mandatarios en la campaña publicitaria.  El analista Francisco Belaunde sugirió que la falta de acercamiento de los inversionistas se debió a la desconfianza por la débil situación del Estado de Derecho en el Perú.
Por otro lado, la presidenta y sus ministros realizaron cuatro días de viaje por a Alemania, Italia y el Vaticano sin concretar compromisos internacionales a pesar de que se gastó un millón de soles. Días después, se volvió a incluir en el pedido al congreso un supuesto encuentro con Biden durante la Alianza de las Américas para la Prosperidad Económica, caso que no fue considerado de «reunión bilateral» por fuentes oficiales. El ex embajador Carlos Pareja catalogó el breve encuentro como un pull aside.
En junio de 2024, Boluarte reconoció desconocer el idioma inglés, recurrido en varios países del mundo.
En abril de 2025, los partidos Fuerza Popular y Alianza para el Progreso votaron mayoritariamente a favor en una sesión para que Dina Boluarte volviera a visitar el Vaticano con motivo del funeral del papa Francisco. Sin embargo, la sesión no alcanzó los votos suficientes. Boluarte optó por celebrar su propia misa en el Palacio de Gobierno.

### Caso Rolex
El caso Rolex, también conocido como Rolexgate, es una investigación fiscal en curso que involucra a Dina Boluarte, presidenta del Perú, por presunta corrupción y enriquecimiento ilícito. Esta investigación surgió a raíz de un informe periodístico que señalaba el presunto uso por parte de Boluarte de relojes y accesorios de lujo, los cuales podrían haber ocasionado un desequilibrio patrimonial y no fueron registrados en su declaración de bienes.

### Detención de Iván Quispe Palomino
En octubre de 2024, el presidente del Consejo de Ministros, Gustavo Adrianzén, anunció la detención de Iván Quispe Palomino, hermano del terrorista Víctor Quispe Palomino. Esta detención generó polémica, ya que Iván Quispe no había tenido recientemente ninguna relación con las actividades criminales de su familia y el Gobierno lo había anunciado como un «delincuente terrorista y criminal». El detenido fue liberado por el Poder Judicial días después al determinarse que se trataba «de una persona distinta al requisitoriado Víctor Quispe Palomino».
Días después, Quispe Palomino presentó una querella contra Gustavo Adrianzén y Juan Santiváñez por el daño moral y psicológico que habían generado en su persona y familia, así como por la afectación a su proyecto de vida y desenvolvimiento en el entorno social.

### Pase al retiro del general Víctor Canales
El general EP Víctor Canales fue pasado al retiro por el gobierno a partir del 1 de enero de 2025, pese a la apelación que realizó dicho oficial. Canales comentó que no había ninguna razón para cesarlo, y su pase al retiro es más bien una respuesta a intereses políticos, en que las Fuerzas Armadas tienden a alinearse con el Ejecutivo.
Cuando Canales aún era militar, se filtró en la «prensa alternativa» una conversación telefónica que tuvo con Lina Sánchez, secretaria del exministro de Defensa, Emilio Gustavo Bobbio, en la que ella menciona que hubo una conspiración para sacar a Pedro Castillo, que tuvo como participantes a militares, «caviares» y «terrucos», mencionando nombres como Jorge Chávez Cresta, Romero Bombansi, el general Manuel Gómez de la Torre, el general David Ojeda, Aníbal Torres, Bettsy Chávez, Jorge Montoya y José Williams. En enero de 2025, el general (r) Víctor Canales declaró «Vi que entraron en escena ciertos personajes que, posteriormente, todos hemos visto que vienen ocupando cargos de ministros en este gobierno», y confirmó su disposición de declarar a la fiscalía sobre lo ocurrido el 7 de diciembre de 2022.
El 20 de diciembre de 2024, en su discurso de despedida del Agrupamiento de Artillería Coronel Francisco Bolognesi, con sede en Arequipa, instó a los oficiales y soldados a mantener su honor y lealtad frente a las adversidades, sintetizándolo en la frase «Respeten las leyes, respeten a sus líderes militares, y jamás manchen sus manos ni con sangre de inocentes ni con dinero del virus de la corrupción». Por su parte, fuentes castrenses consultadas por La República indicaron que arengas como las del general Canales no se veían desde hace tiempo en el Ejército, lo que refuerza la percepción de que su mensaje no fue casual ni improvisado.
El general afirmó que su «pase al retiro es una venganza» debido a que el se encontraba como asesor militar del ministro Gustavo Bobbio cuando se produjo el intento de autogolpe de Pedro Castillo el 7 de diciembre de 2022, por lo que fue un testigo crucial de lo que ocurrió internamente. En una posterior entrevista a la La República, el exgeneral aludió a que la responsabilidad de todas las muertes ocurridas durante las protestas sociales como las ocurridas en Ayacucho y Juliaca alcanzan a la presidenta Dina Boluarte, que actuó como primer eslabón de la cadena de mando. Además señalo que existe una vieja práctica de corrupción en los ascensos del Ejército, en donde los que se alinean y son leales reciben altos cargos, pero los que no, son pasados al retiro pese a sus buenos méritos.

### Presunto reglaje a opositores
En diciembre de 2024, el expremier Alberto Otárola señalo que «La señora presidenta de la República en las fechas indicadas pasó por un procedimiento quirúrgico, pero en este procedimiento quirúrgico como le sucede a cualquier persona no estuvo desatendiendo sus labores que le competían al cargo y me consta porque yo fui presidente del Consejo de Ministro». En respuesta, la presidenta Dina Boluarte calificó a Otárola de «cobarde» por hacer pública su operación, a lo que el expremier respondió con que «la señora presidenta reemplace el verbo odiar por el de gobernar». Poco después, Alberto Otárola revelo a través de redes sociales que desde hace varios meses es víctima de reglaje por parte de «aparatos de inteligencia» y expuso que habría realizado la denuncia correspondiente solicitando garantías para su seguridad personal y familiar.
El coronel (r) Harvey Colchado quien fue pasado al retiro por el gobierno, iba a realizar una ponencia sobre las redes criminales el 25 de enero de 205 en la Universidad Nacional Mayor de San Marcos, la misma que fue suspendida a última hora por «razones administrativas». Al día siguiente, Colchado aseguró que ha recibido información de fuentes dentro de la Policía y civiles que lo alertan sobre un seguimiento a sus movimientos, declarando que «Me dicen que me cuide porque me quieren victimar», de igual manera, revelo que su pase al retiro sucedió debido a su negación de apoyar al hermano de la presidenta, y que existe un "pacto corrupto" entre el poder Ejecutivo y Legislativo.

### Designación de prefectos por entorno cercano a Boluarte
Hacia 2025, Infobae reveló a partir de fuentes locales que personas cercanas a Boluarte ocupaban puestos de prefectos. Nicanor Boluarte colocó a 63 personas vinculadas a su partido Ciudadanos por el Perú, mientras que el gobernador de La Libertad, César Acuña, tuvo a 140.

### Uso de defensa legal
En mayo de 2025, el semanario Hildebrandt en sus Trece reveló que el Gobierno de Dina Boluarte había destinado dos millones de soles para su defensa legal y para la de sus altos funcionarios. Ojo Público afirmó que, desde los primeros días hasta ese mes, se destinaron 36.2 millones, de los cuales el 77 % se utilizó por modalidades que no exigen rendir cuentas al público, como las órdenes de servicio.

### Aumento del salario presidencial
En 2025, la Presidencia del Consejo de Ministros propuso aumentar el salario del presidente de la República de 16 000 a 35 500 soles mensuales, con el supuesto propósito de equipararlos con los salarios de los presidentes de países vecinos. La PCM se negó a revelar las razones técnicas de dicho aumento a la prensa, ya que se trataba de información confidencial. Finalmente, se supo que la propuesta había venido del despacho presidencial. Fuentes cercanas al dominical Panorama señalaron que Dina Boluarte se molestó y tomó medidas para identificar a los filtradores.
El nuevo salario de Boluarte fue oficializado mediante decreto supremo a inicios de julio de 2025. El salario presidencial quedó así fijado en 35 568 soles, un 222 % respecto del salario anterior.
Según una encuesta del Instituto de Estudios Peruanos, el 94 % de los participantes estaba en contra de la propuesta de aumento de sueldo. Solo el 4 % la apoyaba. El porcentaje de apoyo fue mayor en el sector A/B, con un 6 %.

## Gabinete
| Cargo                                                                       | Cargo                                                           | Titular                                                                           | Titular                    |
| --------------------------------------------------------------------------- | --------------------------------------------------------------- | --------------------------------------------------------------------------------- | -------------------------- |
| Presidente del Consejo de Ministros Desde el 14 de mayo de 2025             | Presidente del Consejo de Ministros Desde el 14 de mayo de 2025 | Eduardo Arana Ysa                                                                 | Eduardo Arana Ysa          |
| Cargo                                                                       | Titular                                                         | Cargo                                                                             | Titular                    |
| Ministro de Relaciones Exteriores Desde el 3 de septiembre de 2024          | Elmer Schialer Salcedo                                          | Ministro de Defensa Desde el 13 de febrero de 2024                                | Walter Astudillo Chávez    |
| Ministro de Economía y Finanzas Desde el 13 de mayo de 2025                 | Raúl Pérez-Reyes                                                | Ministro del Interior Desde el 13 de mayo de 2025                                 | Carlos Malaver Odias       |
| Ministro de Justicia y Derechos Humanos Desde el 14 de mayo de 2025         | Juan Alcántara Medrano                                          | Ministro de Educación Desde el 1 de abril de 2024                                 | Morgan Quero Gaime         |
| Ministro de Salud Desde el 19 de junio de 2023                              | César Vásquez Sánchez                                           | Ministro de Desarrollo Agrario y Riego Desde el 1 de abril de 2024                | Ángel Manero Campos        |
| Ministro de Trabajo y Promoción del Empleo Desde el 6 de septiembre de 2023 | Daniel Maurate Romero                                           | Ministro de la Producción Desde el 1 de abril de 2024                             | Sergio González Guerrero   |
| Ministra de Comercio Exterior y Turismo Desde el 3 de septiembre de 2024    | Úrsula León Chempén                                             | Ministro de Energía y Minas Desde el 30 de noviembre de 2024                      | Jorge Montero Cornejo      |
| Ministro de Transportes y Comunicaciones Desde el 13 de mayo de 2025        | César Sandoval Pozo                                             | Ministro de Vivienda, Construcción y Saneamiento Desde el 3 de septiembre de 2024 | Durich Whittembury Talledo |
| Ministra de la Mujer y Poblaciones Vulnerables Desde el 31 de enero de 2025 | Fanny Montellanos Carbajal                                      | Ministro del Ambiente Desde el 13 de febrero de 2024                              | Juan Castro Vargas         |
| Ministro de Cultura Desde el 3 de septiembre de 2024                        | Fabricio Valencia Gibaja                                        | Ministra de Desarrollo e Inclusión Social Desde el 31 de enero de 2025            | Leslie Urteaga Peña        |

## Administración

### Gabinete Angulo

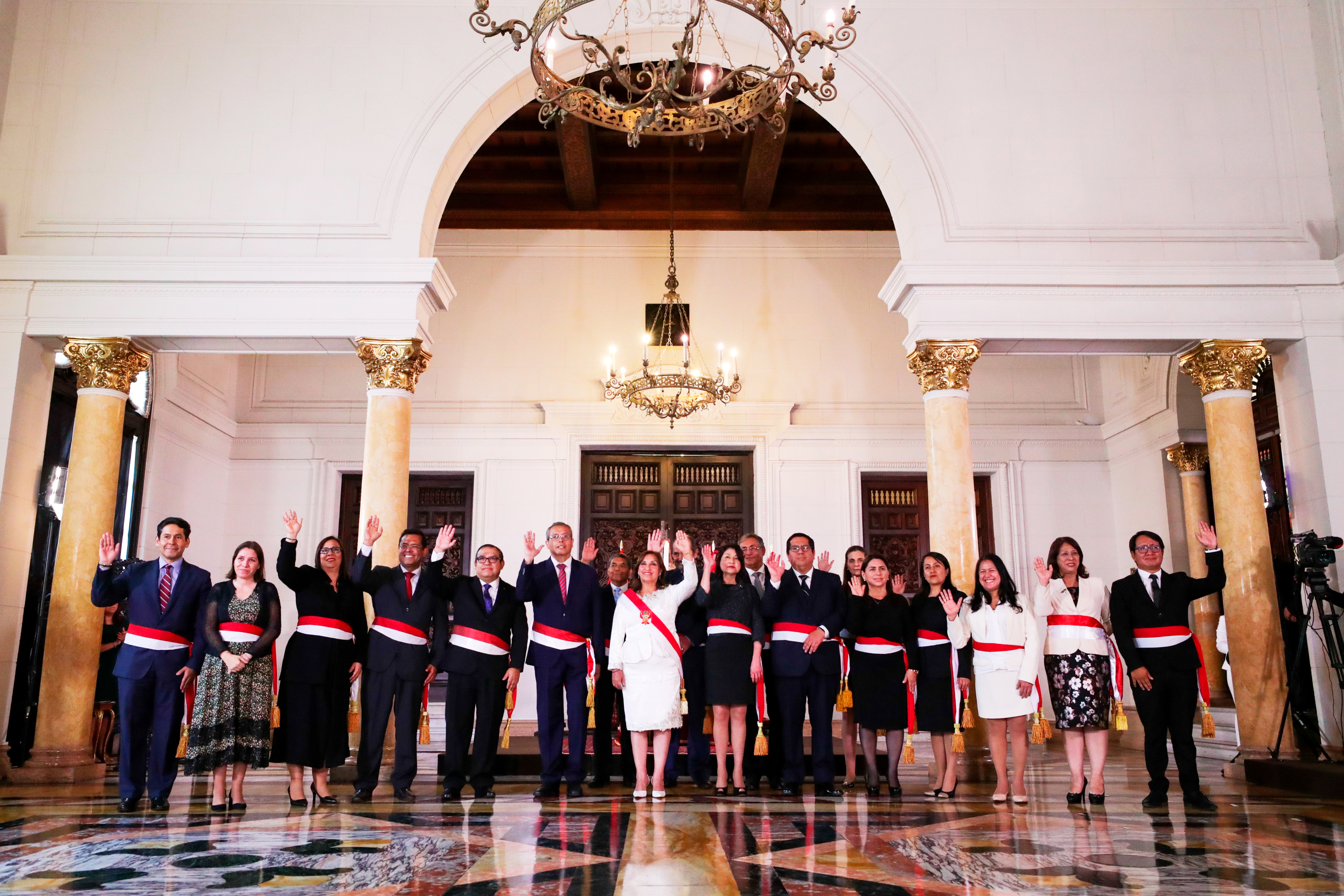
Gabinete Angulo

En la formación de su gabinete, Boluarte consultó a los principales partidos, pero no seleccionó a ningún miembro del Congreso. En cambio, el 10 de diciembre de 2022 formó lo que se consideraba un gobierno tecnocrático, encabezado por Pedro Angulo Arana, un abogado que enfrentaba 13 investigaciones penales, incluidos abuso de autoridad, abuso de la administración pública, abuso de la fe pública, chantaje, extorsión y otros.
Dentro del gabinete se nombran ocho mujeres, más que en los cinco gabinetes de Castillo, y las ministras pertenecen o han pertenecido a un partido político, pero que no tienen representación parlamentaria.
El 13 de diciembre, tres días después de la formación del gabinete, la presidenta Boluarte anunció el nombramiento de los ministros de Trabajo y Transportes, Eduardo García y Paola Lazarte respectivamente.

#### Renuncia de ministros
El 16 de diciembre la ministra de Educación, Patricia Correa, y el ministro de Cultura, Jair Pérez, renunciaron a sus cargos en protesta a las muertes ocasionadas por las Fuerzas Armadas durante el estado de emergencia decretado por el gobierno a raíz de las protestas nacionales iniciadas el 7 de diciembre.

### Gabinete Otárola

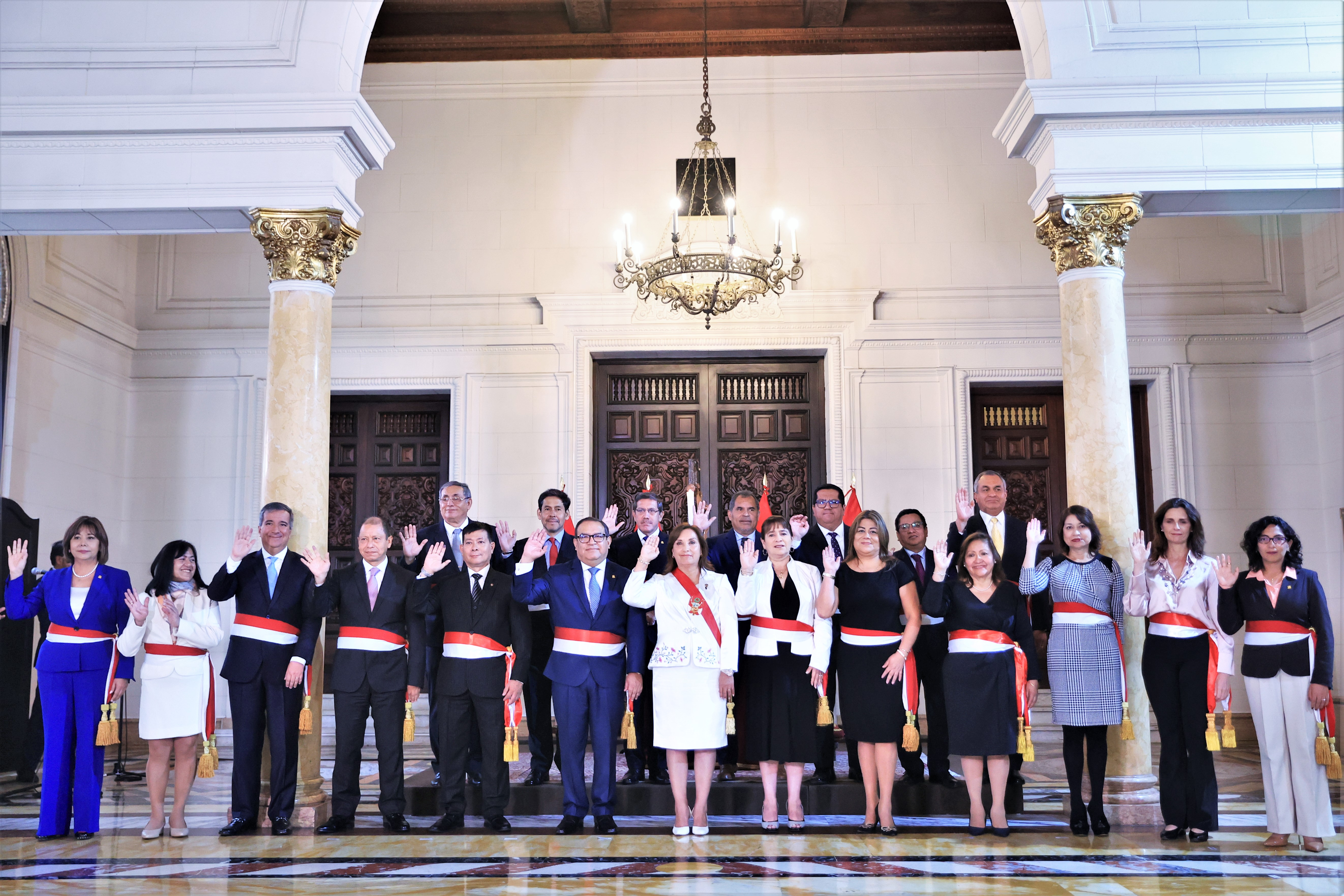
Gabinete Otárola

Boluarte nombraría presidente del Consejo de Ministros a su ministro de Defensa, Alberto Otárola, el 21 de diciembre. Además del premier, nombró nuevos ministros del Interior, de Defensa, de Educación y de Cultura.

#### Reorganización del gabinete
El 12 de enero de 2023, Eduardo García (ministro de Trabajo) presentó su renuncia a causa de las muertes en las protestas retomadas el 4 de enero. En la misma línea, Grecia Rojas Ortiz (ministra de la Mujer y Poblaciones Vulnerables) tomaría la misma postura el 13 de enero.
En dicho día, Boluarte juramentó a Luis Adrianzén y Nancy Tolentino como ministros de Trabajo y de la Mujer respectivamente. Incluido a Vicente Romero en la cartera del Interior.

#### Renuncia de la ministra de Educación
En septiembre de 2023, Magnet Márquez renunció al cargo luego de estar en contra de la aprobación de un proyecto de ley para 14 mil docentes interinos, sin contar título pedagógico, en el nombramiento del sistema educativo del país. Otárola negó que estuviera implicado en la renuncia.

#### Censura al ministro del Interior
El 15 de noviembre de 2023, el ministro del Interior, Vicente Romero, fue censurado por el Congreso, tras el fracaso del estado de emergencia, y del llamado "Plan Boluarte".

### Gabinete Adrianzén

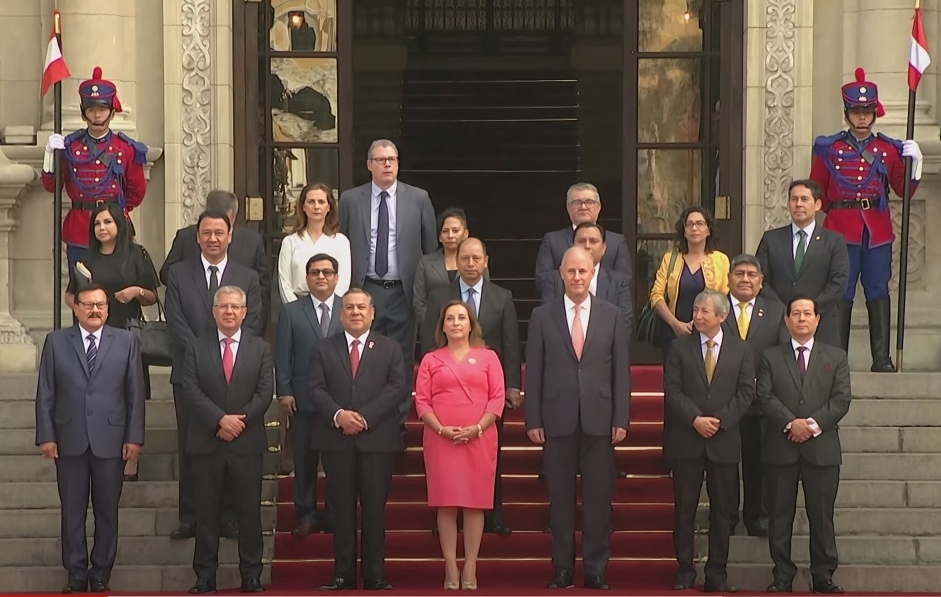
Gabinete Adrianzén

El 6 de marzo de 2024, Gustavo Adrianzén, juramentó como nuevo presidente del Consejo de Ministros, en reemplazo de Alberto Otárola, quien renunció el día anterior por un escándalo de una difusión de audios con una joven.

#### Renuncia de ministros
El 1 de abril, el ministro del Interior, Víctor Torres, presentó su renuncia a la presidenta Boluarte, seguido por las ministras de la Mujer y Educación. Esa jornada, la presidenta tomó juramento a seis nuevos ministros, entre ellos los encargados de las carteras de Desarrollo Agrario, Producción y Comercio Exterior.
El 16 de mayo, el ministro del Interior, Walter Ortiz, presentó su renuncia al cargo, siendo reemplazado ese día por Juan José Santiváñez.

#### Reorganización del gabinete
El 3 de septiembre, Boluarte juramentó a los nuevos titulares de Relaciones Exteriores, Vivienda, Cultura y Comercio Exterior, luego de que surgieran críticas y cuestionamientos a los ministros de diversas carteras. El gabinete solo cuenta con dos mujeres, la cifra más baja en el gobierno.

#### Censura al ministro de Energía y Minas
El 26 de noviembre, el Congreso decidió censurar al ministro de Energía y Minas, Rómulo Mucho, tras una serie de protestas por parte de mineros, quienes exigían su inscripción al Registro Integral de Formación Minera (Reinfo).

#### Cambios de ministros
El 31 de enero de 2025, la mandataria anunció el relevo de tres ministros. Los cuestionados José Arista (Economía y Finanzas) y Julio Demartini (Desarrollo e Inclusión Social) fueron reemplazados por José Salardi y Leslie Urteaga, respectivamente. Además, Fanny Montellanos asumió como titular del ministerio de la Mujer y Poblaciones Vulnerables.

#### Censura al ministro del Interior
El 21 de marzo, el Congreso de la República censuró al ministro del Interior, Juan José Santiváñez, por su incapacidad para combatir la creciente criminalidad en el país.

#### Fin del gabinete
El 13 de mayo, la jefa de Estado juramentó a nuevos ministros en las carteras de Economía, Interior y Transportes. Horas después, el primer ministro, Gustavo Adrianzén, presentó su renuncia ante la inminente censura del Congreso.

### Gabinete Arana
El 14 de mayo de 2025, la presidenta Boluarte nombró como presidente del Consejo de Ministros al entonces ministro de Justicia, Eduardo Arana Ysa, quien fue reemplazado en dicha cartera por Juan Alcántara.

## Sondeos de opinión

### Aprobación presidencial
| Encuestadora/Medio              | Fecha             | Muestra | Dina Boluarte (Presidenta de la República) | Dina Boluarte (Presidenta de la República) | Dina Boluarte (Presidenta de la República) | Dina Boluarte (Presidenta de la República) |      |     |      |     |       |
| Encuestadora/Medio              | Fecha             | Muestra | Aprob.                                     | Desap.                                     | NS/NO                                      | Dif.                                       |      |     |      |     |       |
| ------------------------------- | ----------------- | ------- | ------------------------------------------ | ------------------------------------------ | ------------------------------------------ | ------------------------------------------ | ---- | --- | ---- | --- | ----- |
| Encuestadora/Medio              | Fecha             | Muestra | CPI/RPP                                    | 18–24 jul 2025                             | NS/NO                                      | Dif.                                       | 1200 | 2.1 | 97.0 | 0.9 | –94.9 |
| IEP/La República                | 17–22 jul 2025    | 1206    | 2.5                                        | 93.9                                       | 3.6                                        | –91.4                                      |      |     |      |     |       |
| Datum Internacional/El Comercio | 6–10 jun 2025     | 1203    | 3                                          | 94                                         | 3                                          | –91                                        |      |     |      |     |       |
| Activa/Pulso Ciudadano          | 2–9 jun 2025      | 829     | 5.3                                        | 88.4                                       | 6.3                                        | –83.1                                      |      |     |      |     |       |
| Ipsos Perú/Perú21               | 5–6 jun 2025      | 1206    | 4                                          | 93                                         | 3                                          | –89                                        |      |     |      |     |       |
| CPI/RPP                         | 15–23 may 2025    | 1200    | 2.4                                        | 95.9                                       | 1.7                                        | –93.5                                      |      |     |      |     |       |
| IEP/La República                | 15–21 may 2025    | 1203    | 3.6                                        | 93.6                                       | 2.8                                        | –90.0                                      |      |     |      |     |       |
| Ipsos Perú/Perú21               | 8–9 may 2025      | 1207    | 2                                          | 94                                         | 4                                          | –92                                        |      |     |      |     |       |
| Ipsos Perú/Perú21               | 13–14 abr 2025    | 1206    | 3                                          | 94                                         | 3                                          | –91                                        |      |     |      |     |       |
| Datum Internacional/El Comercio | 4–9 abr 2025      | 1203    | 4                                          | 94                                         | 2                                          | –90                                        |      |     |      |     |       |
| Activa/Pulso Ciudadano          | 1–9 abr 2025      | 806     | 5.4                                        | 90.5                                       | 4.1                                        | –85.1                                      |      |     |      |     |       |
| IEP/La República                | 20–26 mar 2025    | 1203    | 4                                          | 93                                         | 3                                          | –89                                        |      |     |      |     |       |
| Datum Internacional/El Comercio | 7–11 mar 2025     | 1208    | 4                                          | 93                                         | 3                                          | –89                                        |      |     |      |     |       |
| Ipsos Perú/Perú21               | 6–7 mar 2025      | 1206    | 4                                          | 92                                         | 4                                          | –88                                        |      |     |      |     |       |
| Activa/Pulso Ciudadano          | 6–13 feb 2025     | 806     | 6.4                                        | 88.3                                       | 5.3                                        | –81.9                                      |      |     |      |     |       |
| Ipsos Perú/Perú21               | 6–7 feb 2025      | 1202    | 4                                          | 91                                         | 5                                          | –87                                        |      |     |      |     |       |
| Datum Internacional/El Comercio | 31 ene–5 feb 2025 | 1204    | 4                                          | 94                                         | 2                                          | –90                                        |      |     |      |     |       |
| IEP                             | 16–22 ene 2025    | 1207    | 6                                          | 90                                         | 4                                          | –84                                        |      |     |      |     |       |
| Ipsos Perú/Perú21               | 9–10 ene 2025     | 1214    | 5                                          | 92                                         | 3                                          | –87                                        |      |     |      |     |       |
| Datum Internacional/El Comercio | 6–10 dic 2024     | 1222    | 3                                          | 95                                         | 2                                          | –92                                        |      |     |      |     |       |
| Ipsos Perú/América              | 5–6 dic 2024      | 1203    | 4                                          | 91                                         | 5                                          | –87                                        |      |     |      |     |       |
| Activa/Pulso Ciudadano          | 20–28 nov 2024    | 824     | 7.5                                        | 86.6                                       | 5.9                                        | –79.1                                      |      |     |      |     |       |
| IEP/La República                | 15–20 nov 2024    | 1206    | 5                                          | 91                                         | 4                                          | –86                                        |      |     |      |     |       |
| CPI/RPP                         | 15–20 nov 2024    | 1200    | 5.1                                        | 89.5                                       | 5.4                                        | –84.4                                      |      |     |      |     |       |
| Datum Internacional/El Comercio | 7–11 nov 2024     | 1204    | 3                                          | 94                                         | 3                                          | –91                                        |      |     |      |     |       |
| Ipsos Perú/Perú21               | 7–8 nov 2024      | 1204    | 4                                          | 91                                         | 5                                          | –87                                        |      |     |      |     |       |
| Ipsos Perú/América              | 10–11 oct 2024    | 1211    | 4                                          | 92                                         | 4                                          | –88                                        |      |     |      |     |       |
| Datum Internacional/El Comercio | 4–8 oct 2024      | 1218    | 5                                          | 92                                         | 3                                          | –87                                        |      |     |      |     |       |
| Activa/Pulso Ciudadano          | 18–26 sep 2024    | 823     | 6.3                                        | 85.8                                       | 7.9                                        | –79.5                                      |      |     |      |     |       |
| IEP/La República                | 20–25 sep 2024    | 1205    | 5                                          | 90                                         | 5                                          | –85                                        |      |     |      |     |       |
| Datum Internacional/El Comercio | 6–10 sep 2024     | 1211    | 6                                          | 91                                         | 3                                          | –85                                        |      |     |      |     |       |
| Ipsos Perú/Perú21               | 5–6 sep 2024      | 1210    | 6                                          | 90                                         | 4                                          | –84                                        |      |     |      |     |       |
| Ipsos Perú/América              | 8–9 ago 2024      | 1205    | 6                                          | 89                                         | 5                                          | –83                                        |      |     |      |     |       |
| IEP/La República                | 2–7 ago 2024      | 1205    | 6                                          | 88                                         | 6                                          | –82                                        |      |     |      |     |       |
| Datum Internacional/El Comercio | 2–6 ago 2024      | 1207    | 6                                          | 91                                         | 3                                          | –85                                        |      |     |      |     |       |
| CPI                             | 15–19 jul 2024    | 1370    | 7.1                                        | 89.2                                       | 3.7                                        | –82.1                                      |      |     |      |     |       |
| Ipsos Perú/Perú21               | 17–18 jul 2024    | 1218    | 7                                          | 88                                         | 5                                          | –81                                        |      |     |      |     |       |
| IEP/La República                | 1–5 jul 2024      | 1204    | 5                                          | 90                                         | 5                                          | –85                                        |      |     |      |     |       |
| Ipsos Perú/América              | 4–7 jun 2024      | 1206    | 6                                          | 90                                         | 4                                          | –84                                        |      |     |      |     |       |
| Datum Internacional/El Comercio | 1–4 jun 2024      | 1208    | 5                                          | 91                                         | 4                                          | –86                                        |      |     |      |     |       |
| CPI                             | 27 may–2 jun 2024 | 1200    | 8.1                                        | 88.2                                       | 3.7                                        | –80.1                                      |      |     |      |     |       |
| IEP/La República                | 18–23 may 2024    | 1227    | 5                                          | 90                                         | 5                                          | –85                                        |      |     |      |     |       |
| Ipsos Perú/Perú21               | 9–10 may 2024     | 1206    | 7                                          | 88                                         | 5                                          | –81                                        |      |     |      |     |       |
| Activa/Pulso Ciudadano          | 3–9 may 2024      | 872     | 8.1                                        | 82.7                                       | 9.2                                        | –74.6                                      |      |     |      |     |       |
| Datum Internacional/El Comercio | 5–8 abr 2024      | 1209    | 7                                          | 88                                         | 5                                          | –81                                        |      |     |      |     |       |
| Ipsos Perú/América              | 4–5 abr 2024      | 1206    | 8                                          | 86                                         | 6                                          | –78                                        |      |     |      |     |       |
| Ipsos Perú/Perú21               | 21–22 mar 2024    | 1206    | 9                                          | 88                                         | 3                                          | –79                                        |      |     |      |     |       |
| IEP/La República                | 16–21 mar 2024    | 1207    | 7.8                                        | 86.3                                       | 5.9                                        | –78.5                                      |      |     |      |     |       |
| Imasen/Pulso Regional           | 3–13 mar 2024     | 10800   | 6.4                                        | 89.4                                       | 4.2                                        | –83.0                                      |      |     |      |     |       |
| Activa/Pulso Ciudadano          | 1–5 mar 2024      | 822     | 9.7                                        | 81.3                                       | 9.0                                        | –71.6                                      |      |     |      |     |       |
| Datum Internacional/El Comercio | 1–4 mar 2024      | 1214    | 10                                         | 85                                         | 5                                          | –75                                        |      |     |      |     |       |
| CPI                             | 7–16 feb 2024     | 1200    | 9.6                                        | 83.7                                       | 6.7                                        | –74.1                                      |      |     |      |     |       |
| Ipsos Perú/América              | 8–9 feb 2024      | 1207    | 8                                          | 83                                         | 9                                          | –75                                        |      |     |      |     |       |
| Datum Internacional/El Comercio | 3–6 feb 2024      | 1208    | 10                                         | 83                                         | 7                                          | –73                                        |      |     |      |     |       |
| IEP/La República                | 19–24 ene 2024    | 1208    | 8.3                                        | 82.4                                       | 9.3                                        | –74.1                                      |      |     |      |     |       |
| Ipsos Perú/Perú21               | 11–12 ene 2024    | 1217    | 9                                          | 83                                         | 8                                          | –74                                        |      |     |      |     |       |
| Datum Internacional/El Comercio | 6–9 ene 2024      | 1210    | 10                                         | 85                                         | 5                                          | –75                                        |      |     |      |     |       |
| Activa/Pulso Ciudadano          | 2–8 ene 2024      | 807     | 9.5                                        | 79.0                                       | 11.5                                       | –69.5                                      |      |     |      |     |       |
| IEP/La República                | 8–10 dic 2023     | 1210    | 9.3                                        | 84.1                                       | 6.6                                        | –74.8                                      |      |     |      |     |       |
| Ipsos Perú/América              | 6–7 dic 2023      | 1215    | 9                                          | 84                                         | 7                                          | –75                                        |      |     |      |     |       |
| Datum Internacional/El Comercio | 1–6 dic 2023      | 1207    | 9                                          | 85                                         | 6                                          | –76                                        |      |     |      |     |       |
| IEP/La República                | 18–23 nov 2023    | 1213    | 7.5                                        | 85.1                                       | 7.4                                        | –77.6                                      |      |     |      |     |       |
| CPI                             | 13–18 nov 2023    | 1200    | 9.4                                        | 84.3                                       | 6.3                                        | –74.9                                      |      |     |      |     |       |
| Activa/Pulso Ciudadano          | 8–17 nov 2023     | 807     | 7.3                                        | 82.5                                       | 10.1                                       | –75.2                                      |      |     |      |     |       |
| Ipsos Perú/Perú21               | 9–10 nov 2023     | 1209    | 10                                         | 83                                         | 7                                          | –73                                        |      |     |      |     |       |
| Datum Internacional/El Comercio | 3–7 nov 2023      | 1215    | 11                                         | 84                                         | 5                                          | –73                                        |      |     |      |     |       |
| IEP/La República                | 21–26 oct 2023    | 1203    | 9.9                                        | 84.0                                       | 6.1                                        | –74.1                                      |      |     |      |     |       |
| Ipsos Perú/América              | 12–13 oct 2023    | 1211    | 14                                         | 80                                         | 6                                          | –66                                        |      |     |      |     |       |
| Datum Internacional             | 30 sep–3 oct 2023 | 1216    | 15                                         | 81                                         | 4                                          | –66                                        |      |     |      |     |       |
| IEP/La República                | 16–20 sep 2023    | 1210    | 10.1                                       | 81.8                                       | 8.1                                        | –71.7                                      |      |     |      |     |       |
| Activa/Pulso Ciudadano          | 6–15 sep 2023     | 802     | 11.8                                       | 78.4                                       | 9.8                                        | –66.6                                      |      |     |      |     |       |
| Datum Internacional             | 8–12 sep 2023     | 1210    | 15                                         | 80                                         | 5                                          | –65                                        |      |     |      |     |       |
| Ipsos Perú/Perú21               | 7–8 sep 2023      | 1213    | 16                                         | 76                                         | 8                                          | –60                                        |      |     |      |     |       |
| IEP/La República                | 19–24 ago 2023    | 1207    | 10.5                                       | 79.0                                       | 10.6                                       | –68.5                                      |      |     |      |     |       |
| Ipsos Perú/América              | 10–11 ago 2023    | 1213    | 14                                         | 79                                         | 7                                          | –65                                        |      |     |      |     |       |
| Datum Internacional             | 4–7 ago 2023      | 1218    | 16                                         | 77                                         | 7                                          | –61                                        |      |     |      |     |       |
| Latinobarómetro                 | 21 jul 2023       | ?       | 15                                         | 83                                         | 2                                          | –68                                        |      |     |      |     |       |
| IEP/La República                | 15–19 jul 2023    | 1206    | 10.9                                       | 81.6                                       | 7.5                                        | –70.7                                      |      |     |      |     |       |
| Activa/Pulso Ciudadano          | 11–19 jul 2023    | 809     | 10.5                                       | 71.6                                       | 17.9                                       | –61.1                                      |      |     |      |     |       |
| CPI/RPP                         | 11–15 jul 2023    | 1200    | 14.4                                       | 80.5                                       | 5.2                                        | –66.1                                      |      |     |      |     |       |
| Ipsos Perú/Perú21               | 13–14 jul 2023    | 1206    | 14                                         | 79                                         | 7                                          | –65                                        |      |     |      |     |       |
| Datum Internacional             | 30 jun–4 jul 2023 | 1230    | 15                                         | 77                                         | 8                                          | –62                                        |      |     |      |     |       |
| IEP/La República                | 17–22 jun 2023    | 1209    | 12                                         | 80                                         | 8                                          | –68                                        |      |     |      |     |       |
| Ipsos Perú/América              | 8–9 jun 2023      | 1205    | 14                                         | 77                                         | 9                                          | –63                                        |      |     |      |     |       |
| Datum Internacional             | 3–7 jun 2023      | 1203    | 17                                         | 77                                         | 6                                          | –60                                        |      |     |      |     |       |
| IEP/La República                | 20–25 may 2023    | 1212    | 15                                         | 79                                         | 6                                          | –64                                        |      |     |      |     |       |
| Activa/Pulso Ciudadano          | 17–23 may 2023    | 814     | 13.8                                       | 73.0                                       | 13.2                                       | –59.2                                      |      |     |      |     |       |
| Ipsos Perú/Perú21               | 11–12 may 2023    | 1206    | 16                                         | 75                                         | 9                                          | –59                                        |      |     |      |     |       |
| Datum Internacional             | 6–9 may 2023      | 1210    | 18                                         | 76                                         | 6                                          | –58                                        |      |     |      |     |       |
| CPI                             | 23–28 abr 2023    | 1200    | 16.2                                       | 76.9                                       | 6.9                                        | –60.7                                      |      |     |      |     |       |
| IEP/La República                | 22–27 abr 2023    | 1202    | 15                                         | 79                                         | 6                                          | –64                                        |      |     |      |     |       |
| Ipsos Perú/América              | 13–14 abr 2023    | 1207    | 15                                         | 77                                         | 8                                          | –62                                        |      |     |      |     |       |
| Datum Internacional             | 10–12 abr 2023    | 1200    | 18                                         | 74                                         | 8                                          | –56                                        |      |     |      |     |       |
| Activa/Pulso Ciudadano          | 20–27 mar 2023    | 849     | 15.9                                       | 72.1                                       | 12.1                                       | –56.2                                      |      |     |      |     |       |
| Ipsos Perú/Perú21               | 25–26 mar 2023    | 1210    | 17                                         | 76                                         | 7                                          | –59                                        |      |     |      |     |       |
| IEP/La República                | 18–22 mar 2023    | 1220    | 15                                         | 78                                         | 7                                          | –63                                        |      |     |      |     |       |
| CPI                             | 7–10 mar 2023     | 1200    | 20.1                                       | 71.6                                       | 8.2                                        | –51.5                                      |      |     |      |     |       |
| Datum Internacional             | 3–7 mar 2023      | 1200    | 19                                         | 74                                         | 7                                          | –55                                        |      |     |      |     |       |
| IEP/La República                | 18–22 feb 2023    | 1201    | 15                                         | 77                                         | 8                                          | –62                                        |      |     |      |     |       |
| Ipsos Perú/América              | 9–10 feb 2023     | 1210    | 18                                         | 74                                         | 8                                          | –56                                        |      |     |      |     |       |
| Datum/Perú21/Gestión            | 3–7 feb 2023      | 1204    | 16                                         | 76                                         | 8                                          | –60                                        |      |     |      |     |       |
| CPI/RPP                         | 24–27 ene 2023    | 1200    | 21.2                                       | 70.6                                       | 8.2                                        | –49.4                                      |      |     |      |     |       |
| IEP/La República                | 21–25 ene 2023    | 1214    | 17                                         | 76                                         | 7                                          | –59                                        |      |     |      |     |       |
| Activa/Pulso Ciudadano          | 17–23 ene 2023    | 800     | 18.1                                       | 66.2                                       | 15.7                                       | –48.1                                      |      |     |      |     |       |
| Ipsos Perú/Perú21               | 12–13 ene 2023    | 1199    | 20                                         | 71                                         | 9                                          | –51                                        |      |     |      |     |       |
| IEP/La República                | 7–12 ene 2023     | 1211    | 19                                         | 71                                         | 10                                         | –52                                        |      |     |      |     |       |
| Ipsos Perú/América              | 15–16 dic 2022    | 1216    | 21                                         | 68                                         | 11                                         | –47                                        |      |     |      |     |       |
| IEP/La República                | 9–14 dic 2022     | 1216    | 27                                         | 71                                         | 2                                          | –44                                        |      |     |      |     |       |

### Casos particulares
El diario El Comercio, a partir de las encuestas obtenidas hasta diciembre de 2023, señaló el primer año de Boluarte contó con la aprobación más bajo en los últimos 20 años.
En 2023, Ipsos realizó la XIX Encuesta de Gerentes Generales, en que Boluarte recibió el 71 % de aprobación de los mayores representantes del empresario nacional. En el Latinobarómetro de ese año, ella cuentó con un 83 % de desaprobación, la segunda con mayor cantidad en América Latina.
En 2024, en la XX Encuesta de Gerentes Generales, Boluarte perdió respaldo del empresariado con un 12 %. Mientras tanto, la consultora CID Gallup señaló que la figura política tuvo el 6 %, la más baja de la lista de 12 presidentes de América Latina.

## Poderes del Estado

### Poder Legislativo
| Presidente del Congreso de la República del Perú |
| ------------------------------------------------ |
| José Jerí Desde el 26 de julio de 2025           |

### Poder Judicial
| Presidenta de la Corte Suprema de Justicia de la República del Perú |
| ------------------------------------------------------------------- |
| Janet Tello Gilardi Desde el 2 de enero de 2025                     |

### Organismos Constitucionales Autónomos
| Presidentes y jefes de los organismos constitucionales autónomos                  | Presidentes y jefes de los organismos constitucionales autónomos | Presidentes y jefes de los organismos constitucionales autónomos              | Presidentes y jefes de los organismos constitucionales autónomos |
| Cargo                                                                             | Titular                                                          | Cargo                                                                         | Titular                                                          |
| --------------------------------------------------------------------------------- | ---------------------------------------------------------------- | ----------------------------------------------------------------------------- | ---------------------------------------------------------------- |
| Presidenta del Tribunal Constitucional Desde el 5 de septiembre de 2024           | Luz Pacheco Zerga                                                | Presidente de la Junta Nacional de Justicia Desde el 5 de enero de 2025       | Gino Tomas Ríos                                                  |
| Contralor general de la República Desde el 24 de julio de 2024                    | César Aguilar Surichaqui                                         | Fiscal de la Nación Desde el 18 de octubre de 2024                            | Delia Espinoza Valenzuela                                        |
| Defensor del Pueblo Desde el 19 de mayo de 2023                                   | Josué Gutiérrez Cóndor                                           | Presidente del Jurado Nacional de Elecciones Desde el 21 de noviembre de 2024 | Roberto Burneo Bermejo                                           |
| Jefe de la Oficina Nacional de Procesos Electorales Desde el 27 de agosto de 2020 | Piero Corvetto Salinas                                           |                                                                               |                                                                  |

### Poderes militares y policiales
| Jefe del Comando Conjunto de las Fuerzas Armadas del Perú |
| --------------------------------------------------------- |
| David Ojeda Parra Desde el 28 de diciembre de 2023        |

| Comandantes generales de las Fuerzas Armadas y Policía Nacional        | Comandantes generales de las Fuerzas Armadas y Policía Nacional | Comandantes generales de las Fuerzas Armadas y Policía Nacional |
| Cargo                                                                  | Rango                                                           | Titular                                                         |
| ---------------------------------------------------------------------- | --------------------------------------------------------------- | --------------------------------------------------------------- |
| Comandante general del Ejército Desde el 27 de diciembre de 2023       | General de Ejército                                             | Cesar Briceño Valdivia                                          |
| Comandante general de la Marina de Guerra Desde el 4 de agosto de 2023 | Almirante                                                       | Luis Polar Figari                                               |
| Comandante general de la Fuerza Aérea Desde el 5 de noviembre de 2023  | General del Aire                                                | Carlos Chávez Cateriano                                         |
| Director general de la Policía Nacional Desde el 22 de enero de 2024   | General de Policía                                              | Victor Zanabria Angulo                                          |